# 三国志演義の成立史
- 三国志 > 三国志演義の成立史
- 三国志演義 > 三国志演義の成立史

三国志演義の成立史（さんごくしえんぎのせいりつし）では、中国明代に成立した長編小説で四大奇書の一つ『三国志演義』の成立過程について概説する。『三国志演義』は、後漢末期の混乱から魏・蜀・呉の三国が鼎立し、晋によって再び統一されるまでの約1世紀にわたる治乱の歴史を描いた通俗小説である。3世紀末に成立した歴史書『三国志』以降、南宋代の都市で語られた講談までの間に培われた逸話群が、元代に刊本『三国志平話』としてまとめられ、さらに元の雑劇（元曲）の要素を吸収しつつ、明代に作品として完成した。そのため、部分的に白話（口語）文体を用いた文言小説となっている。作者は一般的に羅貫中と言われるが、定かではない（後述）。現存する最古の刊本は、1522年刊と思われる『三国志通俗演義』（嘉靖本）である。16世紀から17世紀にかけて隆盛を迎える通俗白話小説の元祖となった。

## 正史から演義へ

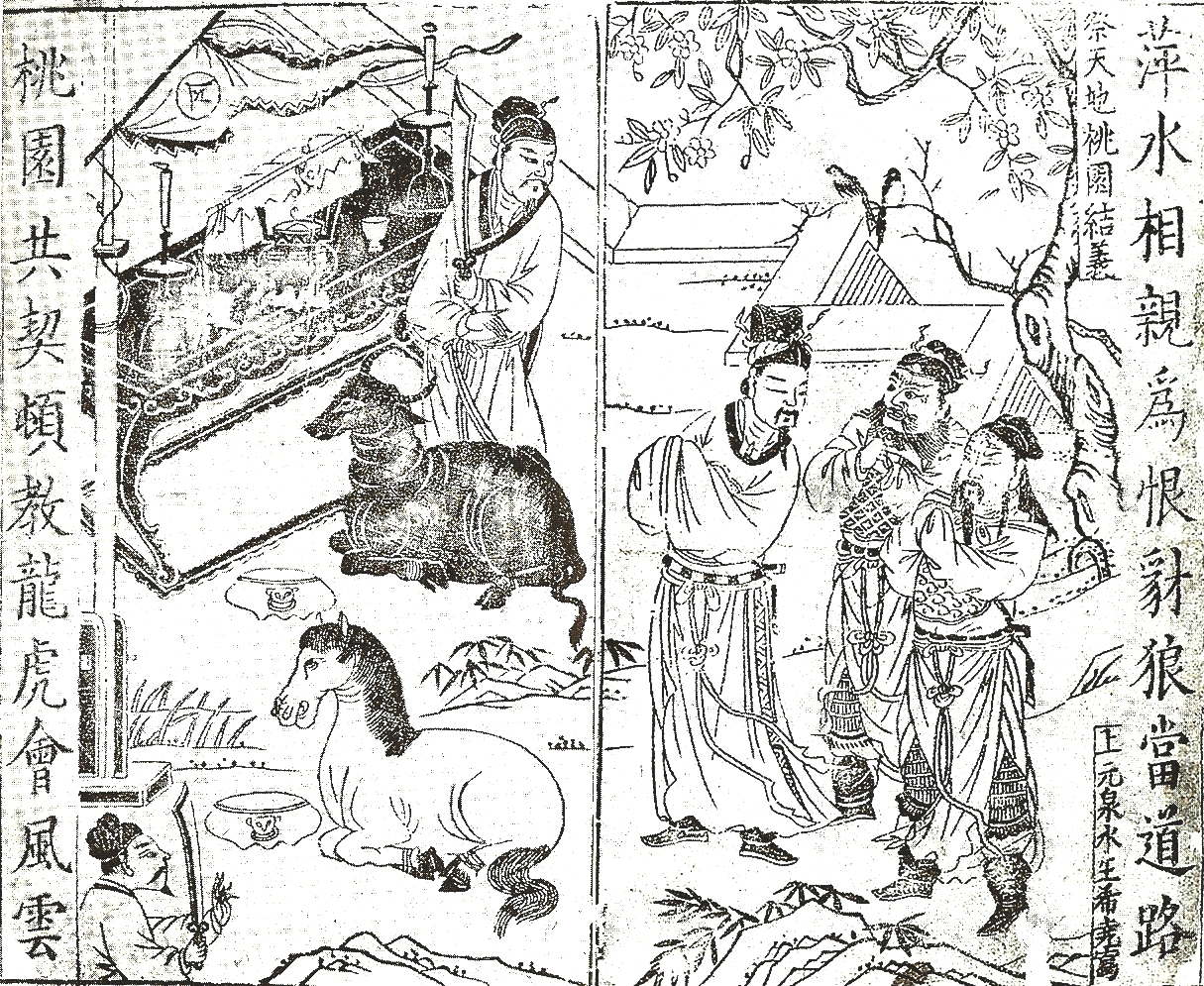
桃園結義図（周曰校本）

『三国志演義』は、実際の歴史を題材として描いた講史小説である。184年に起きた黄巾の乱を契機に漢の世が乱れ、董卓・呂布・曹操・袁紹・孫策ら群雄の攻防が行われた結果、曹丕の魏、劉備の蜀、孫権の呉の3つの国家が鼎立。本来1人しかいない皇帝が同時に3人存在する異常事態となった。その後、魏が蜀を滅ぼした後に晋に代わられ、280年晋が呉を倒して再び国家統一ができるまでの約100年の歴史をその対象とする。史書に書かれた実際の事件だけでなく、時代を彩る英雄達の様々な逸話がちりばめられており、清代中期の学者章学誠（1738年 - 1801年）は、著書『丙辰札記』の中で、『演義』の構成を「七分実事、三分虚構」と評している。
『三国志演義』（以下、『演義』と略称）という書名は、史書三国志の義を敷衍するという意味である。その義とは「劉備が建てた蜀こそが漢を受け継いだ正統王朝である」とする蜀漢正統論を意味する（漢の皇室と同姓の劉備は、前漢の景帝の子孫を称しており、漢から魏への王朝交代に際し、漢を継承するとして建国した）。3世紀末に歴史書として書かれた『三国志』は魏を正統としていたが、1200年後に小説として完成するまで、物語が形成される過程の一貫した流れは、蜀漢正統論の浸透と、それに伴う関羽・諸葛亮の神格化、および曹操の奸雄化であった。以下『演義』が成立するまでの過程を概観する。

### 唐代まで

#### 陳寿『三国志』

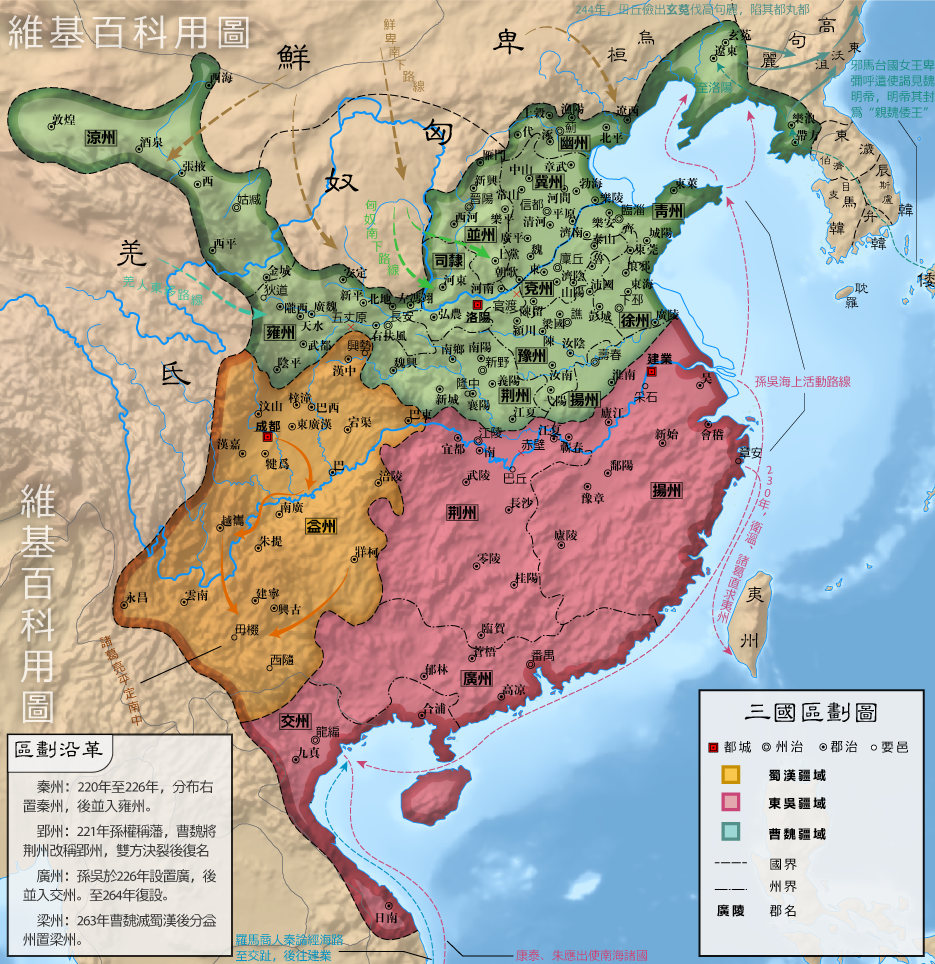
三国時代

正史『三国志』（以下、正史）65巻は、三国時代の当事者だった蜀出身の晋の史官陳寿（字は承祚。233年 - 297年）による歴史書で、『魏書』30巻『蜀書』15巻『呉書』20巻の3書から成る。『史記』以来のスタイルである紀伝体で叙述されているものの、必須要素である紀（本紀=皇帝ごとの年代記）は『魏書』にしか存在せず『蜀書』『呉書』には伝（列伝=重要人物の伝記）しかない。つまりこれら3書は初めからセットとして作成されたことが伺え、あわせて「三『国志』」と称された。『華陽国志』陳寿伝によれば、晋が呉を滅ぼした（280年）直後に完成したとある。本来は陳寿の私撰として編纂されたが、唐代に編纂された『隋書』経籍志以降、同時期の歴史を扱った類書とともに正史の類に編入され、その後、他書を次第に駆逐していった。なお陳寿の他の著書としては他に『古国志』『益州耆旧伝』などがあるが、現存していない。
蜀漢滅亡後、晋に仕えた陳寿は表向き、漢-魏-晋を正統な後継王朝とし『魏書』のみに「紀」を設けた。中華皇帝は同時に2人以上存在できないという建前の下、魏の文帝は漢の献帝から禅譲を受け、晋の武帝は魏の元帝から禅譲を受けて成立した王朝であるから、これは当然のことである。君主の死亡記事でも、魏の基礎を築いた曹操には、皇帝に対して用いられる「崩」の字を使用している。これに対し、陳寿が以前仕えた蜀漢もまた漢の皇室の血を引くと称する劉備が建国した王朝であり、劉備の死に対して陳寿は「殂」という特別な字を用いている。「殂」は『書経』で堯の死去に用いられている字であり、陳寿が劉備を堯の子孫、すなわち漢の後継者であることを仄めかしているようにも受け取れる。これに対し呉の孫権の死去は「薨」であり、『春秋』の義例では諸侯の死去に用いる字とされているように、皇帝として扱っていない。また、晋を建国した司馬一族によって殺害された魏の4代皇帝曹髦（高貴郷公）の死に関しては「卒」という一般人にも用いられる字を使い、殺害された詳細を省いて筆を曲げている。陳寿はこのように死去の際に用いる字を変えることによって、言外に英雄の序列を示唆する手法をとっている。
また本文における呼び名も、曹操に対しては初め「太祖」と表記し、その後の出世にあわせて「公」「王」などと表記し、曹丕も「王」「帝」と表記している。それに対し劉備には蜀書で「先主」、劉禅は「後主」と、「帝」の字を回避しながらも、敬意のある表現を用いている（魏書や呉書に登場した際は「備」とも書かれる）。一方、呉の君主に対しては「権」などと呼び捨てである。
このように陳寿は、相当の配慮を行いながらも、自らの出身である蜀に出来うる限りの敬意を織り込めつつ、表向きは晋王朝=司馬氏やその前身たる魏王朝=曹氏を正統とする史書としたのである。陳寿の隠された蜀びいきは、蜀書の掉尾となる楊戯伝に置かれた『季漢輔臣賛』という書物の引用にも見られる。「季」は末子を表す字であり「季漢」とは漢王朝を最後に受け継いだものの謂である。このように「春秋の微意」（明確に書かずに仄めかす文法）で書かれた陳寿の蜀びいきは、後に形成される蜀漢正統論に影響を与えることとなる。

#### 裴松之注
| 著者                                                                                  | 書名     | 引用箇所 |
| ------------------------------------------------------------------------------------- | -------- | -------- |
| 王沈                                                                                  | 魏書     | 188      |
| 魚豢                                                                                  | 魏略     | 179※     |
| 虞溥                                                                                  | 江表伝   | 122      |
| 韋昭                                                                                  | 呉書     | 115      |
| 郭頒                                                                                  | 世語     | 84       |
| 張勃                                                                                  | 呉録     | 79       |
| 習鑿歯                                                                                | 漢晋春秋 | 69       |
| 不明                                                                                  | 英雄記   | 69       |
| 孫盛                                                                                  | 魏氏春秋 | 53       |
| 傅玄                                                                                  | 傅子     | 53       |
| ※同じ魚豢の『典略』からも49箇所引用されており、両書は元は同じ本の別部分だったらしい。 |          |          |
| (高島俊男 2000, pp. 42–43)から作成。                                                  |          |          |

陳寿の正史は、戦乱期の限りある史料の中から信憑性の高いもののみ選んで編纂したこともあり、歴史書として高い評価を得たが、一方で他の史書に比べて、記述が簡潔に過ぎるとの指摘もあった。そこで劉宋の文帝（424年 - 453年）の命を受けた裴松之（372年 - 451年）は、429年（元嘉6年）にそれまでに流布していた三国時代を扱う史書を多く集め、それらの記事を『三国志』の注釈として挿入した。これらは「裴松之注（略して裴注）」と呼ばれ、今日『三国志』は裴注も挿入された形で刊行されることが普通である。裴松之は陳寿の『三国志』を「近世の嘉史」と賞賛しており、原文を尊重した上で主観を廃し、陳寿の本文と同じ事件を扱っている他の史料を注釈として併記し、論評を加えることで、読者に是非の判断をゆだねる形式をとっており、後世の研究者にとっては非常に役立つ注となっている。裴松之が参照・挿入した文献は210種にもおよび、高官が編纂した史書もあれば、噂レベルの雑説を拾った逸話集もあるなど玉石混淆である。この結果、裴注の分量は本文の文字量に匹敵するほどになっている。たとえば蜀書趙雲伝は、陳寿の元の記述ではわずか246文字しかないが、趙雲伝につけられた裴注の『趙雲別伝』は1096字と4倍の分量となっている。この別伝という史伝形式は、当時貴族の子弟が初官として就任する著作郎という職に対し、課題として執筆が命じられたもので信憑性は低いが、裴松之はその引用先の信憑の度合いをランク付けする配慮を行なっており、この点でも読者の判断を尊重する方針を採っている。裴松之は趙雲別伝については批判や指摘はしていない。
三国時代終結から150年後に生きた裴松之には、陳寿が置かれていた立場上の制約も無かったため、必ずしも魏を正統とする史料ばかりでなく、呉・蜀の立場から書かれた史書も多く引用している。たとえば裴注に多く引かれる習鑿歯の『漢晋春秋』は、後漢-蜀漢-晋の流れを正統としており、陳寿の正史とは立場を異にしている。習鑿歯は「周瑜・魯粛を卑しめて諸葛亮を評価する論」（『太平御覧』）を述べ、劉備・諸葛亮の正統性を高らかに宣言した人物である。
このように裴注は、陳寿が採用できなかった逸話や、史実とは思われない噂話までも多く引用しており、それらが後に講談や雑劇の筋を作る上で、格好の素材となっていく。

#### その他の史書
正史や裴注のほかにも、『演義』に逸話を提供した史書は多い。この時期に編纂され、『演義』への流れに影響した主な史書を挙げる。
『華陽国志』
東晋時代の永和11年（355年）に、常璩によって編纂された上古から4世紀半ばまでの巴蜀・漢中・雲南の地方志。全12巻。中でも劉二牧志・劉先主志・劉後主志は、資料に乏しく詳細不明な蜀の歴史を補うものとなっている。裴注にも19件引用されている。
『後漢書』
劉宋時代の元嘉9年（432年）に、范曄によって編纂された後漢時代に関する正史。前漢の歴史を記した班固の『漢書』の続篇として書かれたため、「後『漢書』」と名づけられる。時代的には三国より前を扱いながら、成立は『三国志』よりも150年遅く、裴注と同時期である。范曄がこの書を著す前から「後漢書」「続漢書」等と称する史書は多くあり、唐代に編纂された『隋書』経籍志では、これらの類書とともに正史の類に編入されている。現在見られる『後漢書』には、唐の皇族李賢（章懐太子）がつけた註釈（章懐注）が挿入されるのが普通である。
扱う時代が重なるため、三国成立前の各地の群雄など『後漢書』『三国志』両書に伝がある人物も少なくない。曹操の参謀を務めた荀彧も、曹操が魏公に陞爵するのに反対し死を選んだためか漢臣として扱われ、『後漢書』にも伝がある。『演義』の刊本によっては荀彧の死が描かれる段で、100字余りの論賛（死に際しての評価）がそのまま『後漢書』から丸写しされている（ただしその後、毛宗崗本において当該部分は省略された）。
『世説新語』
劉宋の劉義慶（臨川王）が編纂した、後漢末から東晋までの著名人の逸話集である。後に梁の劉孝標（劉峻）が注を付け、記述の補足、不明な字義の解説、誤りの訂正などに校訂を施した。言語篇（巧い物言い）の孔融や、仮譎篇（嘘も方便）に載る曹操の逸話などが、後に『演義』で採用されている（後述）。

#### 鼓吹曲
唐代に成立した正史『宋書』「楽志」には、歴代王朝の兵士の士気高揚と慰安を兼ねた軍楽である鼓吹曲が収められている。その中に三国時代の国の成り立ちを歌った軍歌も残されている。魏の鼓吹曲は繆襲作の12篇、呉は韋昭作12篇、晋は傅玄作の22篇が載せられ、それぞれの立場から見た国家形成史が歌われている（なお蜀のものは散佚したか、あるいは漢の後継国家として漢の鼓吹曲が用いられたためか、伝わっていない）。これら鼓吹曲はごく簡略とはいえ、散在する紀伝体の逸話と異なり、時系列にそったストーリーとして作られていたという意味で、『演義』物語への形成過程として重要である。作者の3人は、ともに各国の歴史書編纂事業に関わったことのある人物であり、鼓吹曲という形でそれぞれの国の正統性を宣伝する目的もあったと思われる。

#### 唐代の変文
唐代に入ると、寺院の俗講で三国物語が語られるようになる。俗講とは僧侶が仏教講話を行う際に、聴衆の興味を引きつけるために語られた唱道文芸である。難解な経文の意義を無学な民衆にも分かるように平易な言葉で説いたもので、それをテキスト化したものを「変文」という。唐から五代・北宋の時代に盛んとなったがその後存在が忘れられ、1907年に敦煌から出土した敦煌文献の中から写本が発見されたことで、再び知られるようになった。変文の文体は、韻文（七言絶句が多い）と散文が交互に現れるという、それまでの中国文芸には無かった特徴を持ち、インドの仏典からの影響が指摘されている。韻文・散文の混在は、語るだけでなく唱歌として聞かせることで、教養に乏しい聴衆への理解を助けるための工夫と思われる。この形式が宋代以降の講談にも受け継がれ、やがて『平話』や『演義』の文中に盛んに詩詞が挿入されることとなる。敦煌変文の中には三国時代の説話は見つかっていないが、俗講の中で語られた三国物語は大覚和尚『四分律行事鈔批』（714年）の註釈にも残されている。内容は史実とかけ離れた部分も多く、諸葛孔明が死後に一袋の土を足下に置き鏡で顔を照らすと、魏の占い師が孔明はまだ生きていると判断し、一月攻められなかったとするなど、孔明が全能の魔術師として扱われ始めている。
唐末の詩人李商隠が自分の子について詠んだ「驕児詩」（驕児はやんちゃな子供の意）に、「或いは張飛の胡（ひげ）をあざけり、或いは鄧艾の吃りを笑う」という文章があり、この時期にはすでに、子供たちまで張飛や鄧艾など三国の英雄を、その特徴とともに知っていたことが分かる。また唐を代表する詩人杜甫は、三国時代蜀と敵対した魏・晋の将軍杜預の子孫であるが、「蜀相」「詠懐古跡五首」など、諸葛孔明を悼み称える詩を詠んでおり、蜀漢正統論が受容されつつあったことを物語る。なおこの2つの詩は、後に毛宗崗が『演義』にも採り入れている。

### 宋代

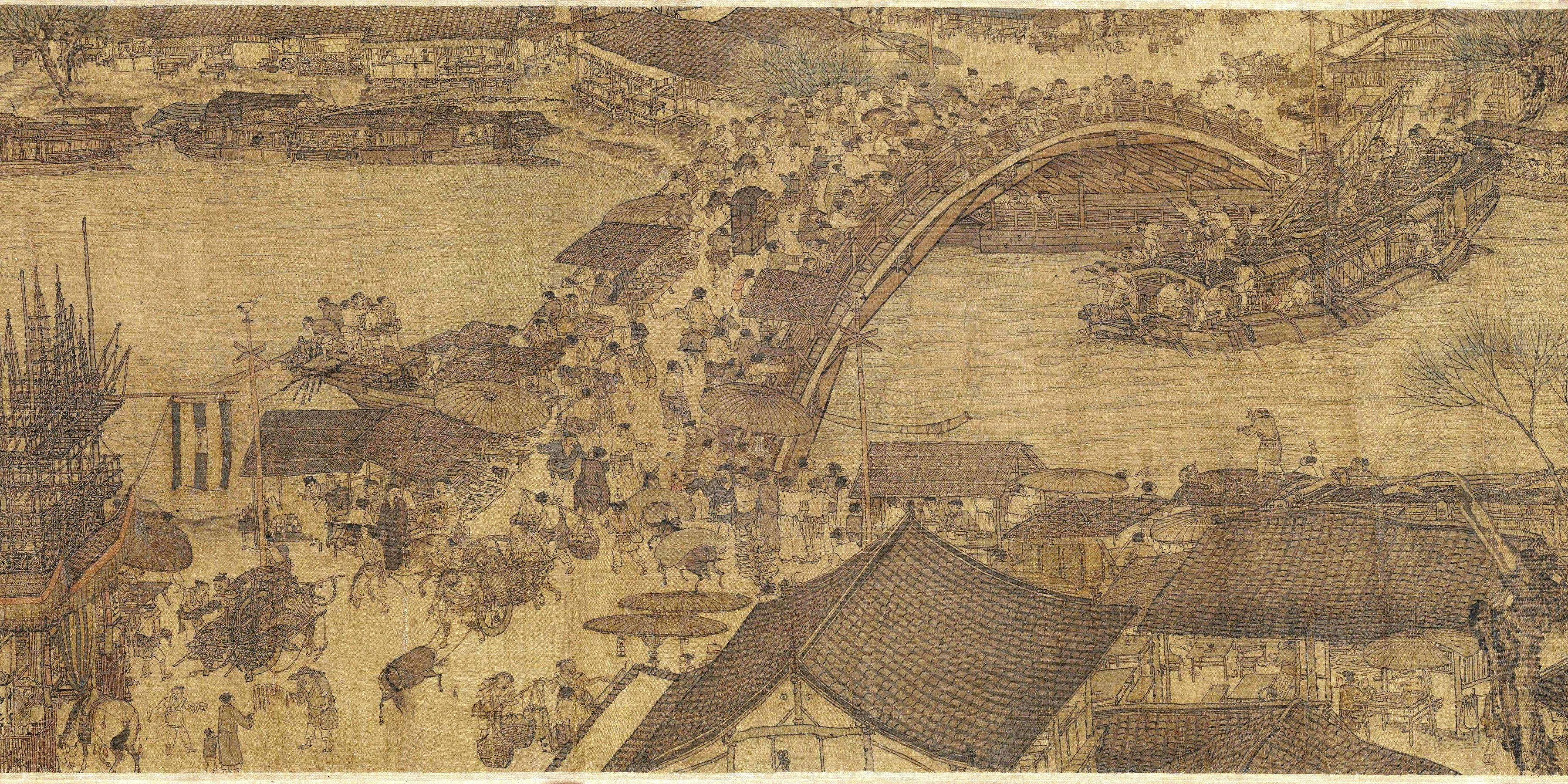
開封の盛り場（清明上河図、12世紀）

宋代（北宋:960年 - 1127年、南宋:1127年 - 1279年）は都市文化が発展し、三国物語が語られる場も、寺院の俗講から、都市の芸人へと変化していく。また蜀漢正統論にも重要な動きが見られた。

#### 説三分の流行
宋代は都市の経済や文化が大いに発展し、特に北宋の首都開封や南宋の首都杭州（臨安）の瓦市（盛り場）では、勾欄と呼ばれる寄席・見せ物小屋で、様々な講談（説話）が語られた。中でも特に「説三分」と呼ばれる三国ものが人気であり、当時の開封の盛況を記した『東京夢華録』には「説三分」専門の講釈師として「霍四究」などの名が書き留められている。北宋末を舞台にした小説『水滸伝』でも、李逵・燕青ら登場人物が開封に上京した際、勾欄で三国語りを聞く場面がある。講談には何日にも分けて興行される長篇ストーリーもあり、客の興味を引きつけるため、話が盛り上がる場面で「続きはまたの日に」と終了して、翌日以降に再び聞きに来させる手法が用いられた。この手法は後に『演義』毛宗崗本の文章で復活し、各回（章）の末尾に次回を期待させる「且聴下文分解（次回に続く）」などの文句が埋め込まれた。
赤壁の戦いについて詠んだ『赤壁賦』で有名な詩人・蘇東坡は『東坡志林』の中で「子供たちがうるさい時は銭を与えて講釈師を呼び、座らせて三国の物語を聞かせると、劉備が負けたと聞いて涙を流し、曹操が負けたと聞くや大喜びする」と記している。当時三国志物語が話芸の題材としてポピュラーであったこと、三国を語る芸人が多くいたこと、劉備が善玉で曹操が悪玉という評価が定まっていたことなどがうかがえる。

#### 資治通鑑と通鑑綱目
庶民レベルでの説三分の隆盛と並行して、知識人の間でも宋代には三国時代の正統論について興味深い動きが見られた。当時、三国のどの国が正統かを論ずる正閏論が盛んとなる。碩学として知られた北宋の司馬光は編年体の史書『資治通鑑』（以下、『通鑑』）において魏正統論の立場で叙述した。欧陽脩（『明正統論』）・蘇東坡（『正統弁論』）らも同様である。しかし南宋時代の朱熹（朱子）は『資治通鑑綱目』（以下、『綱目』）において司馬光を激しく批判。三国時代の記述に魏ではなく蜀の年号を用いるなど、蜀を正統王朝と見なし、特に諸葛亮を「義によって国家形成を目指した唯一の人物」と礼賛した。それ以前に蜀正統論を強烈に主張していたのは東晋の習鑿歯であるが、漢人知識層にとって東晋や南宋は、ともに異民族に華北を奪われ江南に後退を余儀なくされた屈辱の時代であり、それゆえ類似した状況にあった蜀への共感が高まったとの指摘がある。朱子の理論を基盤とする朱子学（宋学）は明代に至り、国家公認の学問となった。すなわち『演義』が完成した時代には、朱子の歴史観（=蜀漢正統論）は公式なものとなっていたのである。
『通鑑』と『綱目』は歴史観のみならず、『演義』の文章にも大きな影響を与えている。『通鑑』は正史をはじめとした様々な史書から抜き書きし、編年体の体裁にまとめた書物であり、『綱目』はさらにそれをダイジェスト化した書である。そのため、歴史の流れを把握する上で、重要人物の記載が各伝に散らばっている正史（『後漢書』『三国志』『晋書』）を直に読むより、はるかに参照しやすくなっている。『演義』の作者・校訂者は、直接正史を参照する以外にも、『通鑑』や『綱目』を参考にして書いたとみられる箇所が散見される。また朱熹と同時代の学者で『近思録』の共著者でもある呂祖謙が記した正史のダイジェストである『十七史詳節』も参照に便利であったと思われ、『演義』刊本の中には、董卓が死亡した箇所の論賛などに「已上、詳節に見ゆ」と『十七史詳節』からの引用を明記してあるものもある。

### 元代
元代（1271年 - 1368年）になると、講談で語られてきた三国物語の台本に挿絵をつけて読みやすくした書『三国志平話』が登場する。またこの時代に大きく発展した雑劇（元曲）においても、三国時代を題材としたものが多く演じられるようになり、物語や人物の造形にふくらみが増していく。

#### 元雑劇
元代は演劇が非常に発達した時代であり、続く明代前期にかけて、三国説話を題材とした劇も多数演じられた。元雑劇は白（セリフ）と唱（うた）から構成され、明代に成立した『脈望館鈔校本古今雑劇』『元曲選』などに多くの作品が収められている。史実に基づく話もあるものの、全体的に筋は荒唐無稽で、張飛が大活躍する物語が多い。次いで関羽が活躍するものが目立つ。言葉遊びや登場人物同士の掛け合いなど舞台ならではの要素も多く、『三国志平話』や『演義』に引き継がれなかった独自のストーリーを持つものも少なくない。また講談を聞くだけでは想像するしかなかった英雄達の容姿や服装・武器などが、演劇では目に見える形で表現されており、それぞれの人物のイメージとして定着していく。

#### 三国志平話の成立
元代に成立した『三国志平話』（以下、『平話』）は、講談（説三分）の種本を文章化し挿絵を加えたもので、『演義』成立過程において、非常に重要な役割を果たした作品である。現存最古のテキストは、至治年間（1321年 - 1323年）に福建省建安の書肆虞氏が刊行した『至治新刊全相平話三国志』である（日本の国立公文書館（内閣文庫）が所蔵）。「全相」とは全ページの上段に場面説明の絵が挿入されていることを表し、「平話」とは評話、すなわち長篇の歴史物語を指す語である。ページの上部三分の一程度に挿絵が描かれ、下部の三分の二が文章という体裁をとる。ほぼ同内容の『至元新刊全相三分事略』という書も存在し（日本の天理図書館が所蔵）、同版異刻と思われるが、どちらが早く刊行されたかについては諸説ある。この『三分事略』の方は全69葉のうち8葉が失われており、ここでは至治平話について記載する。
これまでの紀伝体史書や『世説新語』・説三分の逸話群が、人物ごとにバラバラで相互のつながりがほとんど無かったのに対し、『平話』は、後漢末から三国の興亡に至る顛末を一連のストーリーにまとめ上げた最初の作品であり、『演義』の成立史の上で非常に重要な位置を占める。
『平話』の特徴は
- 冒頭と結末に冥界裁判の話があり、これが全体のテーマとして底流にある。
- 史実の事件と起きた順序が違うことが多い[※ 8]。
- 魔術や超人が活躍するなど全体的に荒唐無稽であり、特に張飛が大活躍する場面が多い。
- 各場面の記述は比較的簡素・粗雑であり、人名・地名などに当て字や誤字が多い[※ 9]。
- 呉に関する記述が非常に少なく、赤壁の戦いと荊州争奪以外はほとんど触れられず、孫堅や孫策に至ってはほとんど登場しない。
- 関羽の死亡前後までの記述は多いが、その後の筋はかなり簡略化され、孔明の死後についてはほとんど触れられない[39]。
- 晋による三国統一で終了するのではなく、漢の皇室の子孫という設定の劉淵（史実では匈奴出身で劉禅後継を称した五胡十六国の前趙（自称は"漢"）を建国した）が晋を滅ぼして、漢王劉淵の天下で話が終わる[※ 10]。

などが挙げられ、文学的な価値こそ低いが、民衆世界の語り物の雰囲気をよく伝えている。
『平話』では張飛の大活躍が目立ち、特に上巻・中巻では主人公と言っても過言ではない。文中、劉備が「徳公」「玄徳」、関羽が「関公」と呼ばれるのに対し、張飛のみ「飛」と名で呼ばれ、親近感を与えている。序盤の三傑邂逅の場面も、張飛が関羽に話しかけることからストーリーが始まっており、彼が主人公格であることを暗示している（同じ場面が『演義』では劉備視点に変わる）。
なお冒頭と結末の冥界裁判とは、以下のようなストーリーである。
後漢の初代光武帝の時代、司馬仲相という書生が酒に酔って史書で読んだ始皇帝を罵倒していたところ、突如現れた役人が仲相を冥界へと連れ去り、裁判を行わせる。原告は漢王朝の建国の功臣ながら殺害された韓信・彭越・英布の3人で、被告は彼らを殺した漢の高祖（劉邦）とその妃の呂后であった。仲相は立て板に水のごとく裁判を結審させ、天帝はそれに基づいて韓信を曹操に、彭越を劉備に、英布を孫権に転生させ、劉邦・呂后を献帝と伏皇后（曹操に殺された皇妃）にして、曹操に復讐させる。裁判を仕切った司馬仲相は司馬懿に転生させ、三国を統一させた。
すなわち物語の全体構図を復讐劇に仕立てたもので、仏教的な因果応報思想の影響が強い。この冥界裁判の話は元代にはよく知られていたようで、似たような話が同じ平話シリーズである『新編五代史平話』の中の「梁史平話」上巻にも現れている。そこでは英布の代わりに陳豨が登場して劉備に転生し、彭越が孫権に転生している。また呂后や司馬仲相が登場していないことから、こちらの方がより原型の話に近いと見られる。物語を収束させる人物として、三国を統一した司馬氏にあたるキャラクターが要求されたが、高祖の時代には該当する武将がいないため、新たに司馬仲相という人物が創作されたと思われる。
このように『平話』は、小説としては荒削りであったものの、漢末の混乱から三国の攻防に至る全体のストーリーラインはすでに『演義』と概ね同様だった。『西遊記』説話の古い内容を伝える『大唐三蔵取経詩話』や、『水滸伝』の元となった『大宋宣和遺事』が、現行の小説ではほぼ話の原型を留めていないのに対し、『平話』から『演義』に受け継がれている要素は非常に多く、元代における『平話』の成立が、『演義』形成過程の一画期となったことは間違いない。

#### 花関索の伝説
現存する『演義』の刊本の種類によっては、中盤もしくは後半で関索なる人物が突然登場するものがある。この人物は関羽の子だとするが、関羽の子として史書には載るのは関平（『演義』では養子とする）や関興のみであり、関索はいずれの史書にも見あたらない架空の人物である（後述）。
関索が登場する刊本も、その登場箇所には全く異なる2種類の系統がある。一つは関索を関羽の第三子とするもので、関羽死後の諸葛孔明による南蛮征伐中に、突然登場して自らの生い立ちを語り、たいした活躍もなく、いつの間にか物語から消えてしまう。この系統では父関羽と同時には登場しない。もう一つは荊州攻略中の関羽の下に、花関索という若者が現れ、生い立ちをやや詳しく語る。その後、花関索は孔明の入蜀に従軍して活躍するが、後に関興が「兄が雲南で病死した」と語る形で物語から退場する。こちらの系統では関興が兄と呼ぶので関羽の第二子ということになる。なぜこのように異なる2系統の関索が登場するのか、『平話』や雑劇にもほとんど関索が登場していないため、長らく謎の人物となっていた。
ところが1967年上海市嘉定区の明代の墳墓から、成化年間（1465年 - 1487年）に北平（現北京市）の永順堂という書店が刊行した『花関索伝』という書物が発掘されたことで、元・明代に流布していた関索伝説の全貌が明らかとなった。『花関索伝』は『平話』を上回る荒唐無稽な物語であり、劉備はもちろん諸葛亮や張飛、父である関羽すら押しのけ、ひたすら関索（花関索）のみが大活躍する小説である。入蜀や荊州争奪など三国説話に基づく話もあるが、人物関係や事件の順番などについては『平話』以上にでたらめで、中には『水滸伝』のような盗賊や『西遊記』で現れるような妖怪まで登場する。『平話』と同様、上図下文小説の体裁をとっており、中には『平話』と同じ絵柄の挿絵もある。
関索説話は『演義』の形成とは別に発展したらしいが、『演義』成立後に様々な書店や編者の手で物語に挿入されたため、異なる系統の関索像が取り込まれることとなった。近年では逆に、関索物語の有無や内容によって、各刊本の系統関係が推測されるようになった（後述）。

### 明代:演義の成立
明代（1368年 - 1644年）に入ると、従前の三国物語が、いよいよ『演義』という小説として完成する。14世紀後半には原「三国演義」ともいうべき書物が成立。その後抄本として書写で流布し、16世紀の出版文化の隆盛とともに様々な刊本が登場した。その動きは清代（1644年 - 1912年）に入り、決定版となる毛宗崗本の出版の後まで続く。

#### 羅貫中は作者なのか
今日、一般的に『演義』の作者とされるのは羅貫中という人物である。現存する各種刊本に「羅貫中編」と記されるものが多いことが理由である。「編」という字からも分かる通り、『演義』を一から著した作者というより、荒削りな『平話』の物語を史書等を用いてストーリーを補正し、黄巾の乱から三国の統一につながる一連の大河小説として完成させた、最終編者としての役割が想定されている。ただし、本当に最終編集が羅貫中なのかどうか、確証は全くない。
というのも羅貫中自体は、経歴がほとんど不詳な人物であり、元末明初（14世紀半ば）に生きた人ということ以外、確かなことは全く分からない為である。清代の俗説では、元末の軍閥張士誠に仕えたとされ、『演義』の赤壁の戦いの描写は、朱元璋と陳友諒との間で行われた鄱陽湖の戦いをモデルに書かれたと言われることもあるが、何ら証拠はない。
賈仲名の『録鬼簿続編』（雑劇作者の列伝）には、羅貫中は太原（現山西省）の人で「湖海散人」と称していたこと、楽府や戯曲を書いていたこと、賈仲名は至正甲辰（1364年）に最後に会ったことが記されている。作品としては「風雲会」「連環諫」「蜚虎子」等があったらしいが、「風雲会」（宋太祖の出世物語）以外は散佚している。ここで重要なのは賈仲名が、羅貫中の作品として『三国志演義』等の小説を一切記していないことである。最も著名な小説を代表作として挙げていないというのは考えづらく、『録鬼簿続編』が言う「羅貫中」が果たして『演義』の編者とされる人物と同一なのかは疑わしい。同姓同名の別人という可能性もある。
賈仲名が羅貫中の出身地として記す太原は、当時文化が高度に発達した地域で、雑劇や語り物の作者を輩出していた。ただし羅貫中の出身を太原以外とする史料もある。たとえば嘉靖本の序文には「東原羅本、貫中」（姓名が羅本で、字が貫中）とある。東原は東平（山東省）の古名である。元末の朱子学者趙偕の弟子に羅本という人物がおり、同じく趙偕の影響下にあった陳文昭の名が『水滸伝』（これも羅貫中の作とする俗説がある）に東平府尹として登場することから、羅本は東平と縁が深かったとみる王利器の説もある。東平は元代に漢人軍閥の厳実・厳忠済父子が地方政権を築いており、元好問など山西地方の文化人が戦乱を避けて多く移り住み、高文秀などの劇作家を生んだ文化的な地だった。いっぽう浙江の郎瑛（1487年 - 1566年?）が、世上の見聞をまとめたメモ『七修類稿』では、「『三国』『水滸』はともに杭人羅本貫中の作である」と記しており、羅貫中を杭州の人間としている。これらをすべて信用し強引にまとめると、羅貫中（もしくは祖先）は元々太原の出身で、その後東原を経て杭州へ移ったということになる。当時モンゴルの支配を避け、北方から南方へ移り住んだ文化人の中には「書会」と呼ばれるギルド組織を構成し、雑劇や小説を作成する者がいたという。各都市の書会ギルドはネットワークを形成し、新たな移住先や旅行先の情報を得る上でも有利に働いた。羅貫中の号とされる「湖海散人」も、遍歴する自由人としての姿を髣髴とさせる。
そうなると「羅貫中」というのは、上記のような書会ギルド名であった可能性や、書会を構成する才人（職業的文士）の伝説的名前として複数人から使用され、個人の名前ではなかった可能性もある。実際『演義』は各場面によって使われる用語・用字の傾向に著しい偏りがあり、すべての構成を1人の人間が一から作成したとは考えがたい。
なお羅貫中は他にも『隋唐両朝志伝』『残唐五代史伝』『三遂平妖伝』『水滸伝』などを執筆したとされるが、これらもかなり疑わしい。確かにこれらの作品には『演義』の影響が見られる。しかし、それはむしろ『演義』のプロットを一部借用して別の作者が書き、羅貫中の名を利用して箔を付けた為と思われる。上記の著作群は16世紀に入った嘉靖年間（1522年 - 1566年）前後に立て続けに出版されている。高島俊男は文学界の潮流として、通俗小説の機運が成熟する嘉靖期よりはるか以前の、明初の人物とみられる羅貫中の作品群が、すべて16世紀まで世に出ずに書写・退蔵され、約200年後に一気に出版されたとは考えづらいと指摘する。また上田望も、原「三国演義」に大部の書物である『綱目』の文章が参照されていることを明らかにし、印刷文化の普及が進んでおらず、史書が高価であった元末明初に、一介の戯曲作家「湖海散人」羅貫中が『綱目』を購入する資力があったとは考えづらく、原「三国演義」の作者はもう少し時代が下がり、木版印刷によって『綱目』が入手可能となった時期の知識人であったと推測する。
このように、羅貫中という一作家がいて、『演義』の最終的な編集を行ったと言えるかどうかは、かなり疑わしい。仮にそうだったとしても、当人の手による作品が現存しておらず、羅貫中版・原「三国演義」を検証することはできない。嘉靖本の序文には「好事者そろいて相写す」とあり、16世紀に印刷文化が隆盛するまでは、専ら書写によって抄本（鈔本）が作られていたと推測され、その過程で他者による改編・挿増・誤写が頻繁に行われたとみられるからである。とはいえ明代の早期に、後に『演義』と呼ばれることになる小説が成立していて、その作者が羅貫中であるとする噂が広まっていたことは間違いない。この成立時期は『平妖伝』『水滸伝』『西遊記』など16世紀に生まれた他の小説よりもかなり早く、『演義』が通俗小説の祖として、他の作品に影響を与えたり、模倣作品を生み出すこととなる。

#### 嘉靖本の登場
現存する『演義』最古の刊本は、嘉靖元年（1522年）に木版印刷された『三国志通俗演義』である。これを嘉靖本と呼ぶ（後述の葉逢春本等も嘉靖年間の刊行であるため、区別して張尚徳本と呼ばれることもある）。全24巻240則から成る。
巻頭には「晋平陽侯陳寿史伝／後学羅本貫中編次」と題されている。首巻に弘治甲寅（1494年）の庸愚子（蒋大器）による序文「三国志通俗演義序」、嘉靖壬午（1522年）の修髯子（張尚徳）による「三国志通俗演義引」「三国志宗寮（人名目録）」をそれぞれ載せる。庸愚子の序文には『演義』形成の過程が記される。それによれば『三国志』など正史の類は難解であるため、庶民の間で野史（でたらめな史伝）が広まり、『平話』のような作品が作られたが、言葉は卑しく誤りが多い。そこで羅貫中が各種史書を慎重に取捨選択してまとめ『三国志通俗演義』と名付けた、とある。また「好事者そろいて相写す」とあることから、出版印刷文化が花咲く嘉靖年間以前は、専ら書写によって鈔本が作られていたと推測される。これを原「三国演義」と呼ぶ。この原「三国演義」の一つとして想定される有力な候補が弘治7年（1494年）の序を持つと思われる弘治本である。

#### 各種刊本の系譜
16世紀嘉靖から万暦にかけては、江南を中心に印刷業や書籍の流通業が発達し、空前の出版ブームが発生した時期である。著作権概念の無かった当時『演義』に限らず、ある作品が人気になると、別の書店がその版木を覆刻・複製して販売することが横行し、その際独自のエピソードを増補したり改作して他の書店と差別化するなどの売り方がとられた。『演義』は最初に人気になった通俗小説でもあり、様々な書店から非常に多くの刊本（テキスト）が売り出された。好評を得た刊本からさらに孫引きした複製や増補が加わることもあり、採用された逸話や用語・用字の違いなどから、各刊本どうしの系譜関係が類推できる。嘉靖本からの進化ですべてを説明した鄭振鐸をはじめ、小川環樹・柳存仁・周頓・上田望などが様々な説を唱えているが、ここでは金文京、中川諭による研究を基に説明する。
現在までに発見されているテキストのうち、主要なものは以下の通りである。
| 書名                               | 通称     | 刊行年              | 巻数      | 発行             | 図像 | 関索   | 周詩 | 所蔵                                                                                   |
| ---------------------------------- | -------- | ------------------- | --------- | ---------------- | ---- | ------ | ---- | -------------------------------------------------------------------------------------- |
| 三国志通俗演義                     | 嘉靖本   | 嘉靖元年（1522年）  | 24巻      | 不明             | なし | なし   | なし | 上海図書館・天理市図書館ほか                                                           |
| 新刊按鑑漢譜三国志伝絵象足本大全   | 葉逢春本 | 嘉靖27年（1548年）  | 10巻      | 葉逢春           | あり | なし   | あり | エスコリアル修道院（スペイン）                                                         |
| 新刊校正古本大字音釈三国志通俗演義 | 周曰校本 | 万暦9年（1581年）   | 12巻      | 万巻楼（仁寿堂） | なし | 関索   | あり | 北京大学・内閣文庫・蓬左文庫ほか                                                       |
| 李卓吾先生批評三国志               | 呉観明本 | 不明                | 120回     | 不明             | あり | 関索   | あり | 北京大学・内閣文庫・蓬左文庫ほか                                                       |
| 音釈補遺按鑑演義全像批計三国志伝   | 余象斗本 | 万暦20年（1592年）  | 20巻      | 双峰堂（余象斗） | あり | 花関索 | あり | 建仁寺・ケンブリッジ大学・ヴュルテンブルク州立図書館・オックスフォード大学・大英博物館 |
| 新刻音釈旁訓評林演義三国志史伝     | 朱鼎臣本 | 不明                | 20巻      | 双峰堂（余象斗） | あり | 花関索 | あり | ハーバード大学燕京図書館・ロンドン博物館                                               |
| 鍾伯敬先生批許三国志               | 鍾伯敬本 | 天啓～崇禎年間?     | 20巻120回 | 積慶堂           | なし | 関索   | あり | 東京大学・天理大学                                                                     |
| 四大奇書第一種                     | 毛宗崗本 | 康煕5年（1666年）?  | 19巻      | 愛日堂           | あり | 関索   | なし |                                                                                        |
| 李笠翁批閲三国志                   | 李漁本   | 康熙18年（1679年）? | 120回     | 不明             | あり | 関索   | あり | 北京図書館・京都大学・パリ国家図書館                                                   |

発行者・発行年などの書誌情報は失われている場合が多いが、以下のような要素を材料に、系譜関係を推測できる。
1. 繁簡の別
明代の長篇小説は、精細な叙述で詩詞を交えた「文繁本（繁本）」と、文章を簡略化して挿絵を入れるなどした「文簡本（簡本）」に大きく分けられることが多い。『演義』でも『水滸伝』『西遊記』と同様、先に繁本が成立し、そこから文章量を削減した簡本ができたと見られる。
2. 李卓吾の批評
李贄（字は卓吾、1527年 - 1602年）は、偽りのない心を尊ぶ童心説で知られた陽明学者で、低俗と見られていた小説を高く評価した。経書や詩文を至高の文学としていた旧来の儒教的価値観から逸脱していたため、迫害され獄中で自殺したが、出版業界では通俗文学を評価した李卓吾の名声は高まった。そのため小説の中に李卓吾の名を使った批評をつけて、売りにすることが流行した（実際には葉昼などの文人が李卓吾の名を騙ったもの）。後に日本へもたらされた呉観明本をはじめ、緑蔭堂本・蔡光楼本などが書名に「李卓吾先生批評」と冠しており、まとめて李卓吾評本系と呼ばれる。
ほかに、李卓吾の思想系譜を引く竟陵派の鍾惺（伯敬）の名を冠した鍾伯敬本もある（これも鍾惺本人の注釈ではない）。
3. 巻数・章回
嘉靖本以来の『演義』は全240則（則は話のまとまり。葉逢春本では段と称する）から構成され、20巻本では12則が1巻、24巻本では10則が1巻となっていた。各則には短い題名がつく（ただし第○則とか第○段といった数字表記はない）。ところが『水滸伝』などの影響により、李卓吾評本ではこの構成を、2則を併せて1回とし、全120回とする構成に変更した。章立てを「第○○回」と数字で呼称することから「章回小説」と呼ぶ[※ 13]。
後の毛宗崗本では、さらに各回の題名を対句的表現とし、各回の最後に「○○如何、且聴下回分解（続きはどうなるか、次回をお聞きあれ）」という講談形式の台詞を挿入している。
4. 関索説話の有無
前述の通り、刊本によって関羽の子関索が登場しないもの、登場する場面が違うものがある。便宜上、孔明の南征に関索が従軍するものを関索系、荊州の関羽の元に母を伴って現れるものを花関索系と呼ぶ。
5. 周静軒詩の有無
周礼（号は静軒先生）は、弘治年間に在世したと推定される杭州の在野の歴史家で、『演義』で描かれる歴史的事件について多くの詩を詠み、それらが挿入された刊本も多い。周静軒の詩が挿入された最初の刊本は、1548年の葉逢春本で、嘉靖本には見えない。その後多くの刊本でそのまま受け継がれたが、毛宗崗はこれを削除している。

まず、各種刊本は大きく3つの系統に分けられる。最も分かりやすい違いは改則の箇所（どこで次の則に移るか）である。たとえば帝号を称した袁術が呂布を攻めて破れた場面（毛宗崗本では第17回に相当）は、内容自体にはあまり相違が無いが、改則している箇所を見ると、嘉靖本では曹操の使者が江東を訪れ孫策が兵を起こそうと考える場面、余象斗本では袁術が呂布に敗れて逃げた際に謎の軍（実は関羽）が現れたという場面、朱鼎臣本では陳珪が陳登に楊奉・韓暹を呂布から引き離した真意を語る場面で、それぞれ則が改まっている。毛宗崗本を除くすべての刊本は、以上の3種類のいずれかで改則しており、これによって分類できる。
1つ目のグループは嘉靖本を含む、主に南京（金陵）の書店から発刊された24巻立て（あるいは12巻立て）のテキストで、これを「二十四巻系」と呼び、周曰校本や李卓吾評本などが含まれる。改則箇所は異なるが、他の要素を注意深く見ると毛宗崗本もこのグループに近いことが分かる。その他は、主に福建（建陽）の書店から発刊され「三国志伝（史伝）」の名が特徴的な20巻立てのもので、余象斗本を中心として鄭少垣本・楊閩斎本など文章が詳細なグループ（「二十巻繁本系」と呼ぶ）と、朱鼎臣本・劉龍田本・楊美生本など文章が簡略化されたグループ（「二十巻簡本系」と呼ぶ）に分けられる。この時期、南京と福建の書店は出版戦争とも言うべき激しい商戦を繰り広げており、余象斗や朱鼎臣といった福建の書林は『演義』に限らず『水滸伝』や『西遊記』においても、南京の書店に対抗して独自の増補や工夫を施して他と差別化を図った意欲的な業者として知られる。これら福建の二十巻系は、繁本系・簡本系ともに嘉靖本より前の抄本の古い内容と見られる内容が残る。一方嘉靖本と同じグループの二十四巻系諸本も、嘉靖本から直接進化したのではなく、それより古い抄本を参照した形跡がある。これらの流れをまとめると以下のようになる。

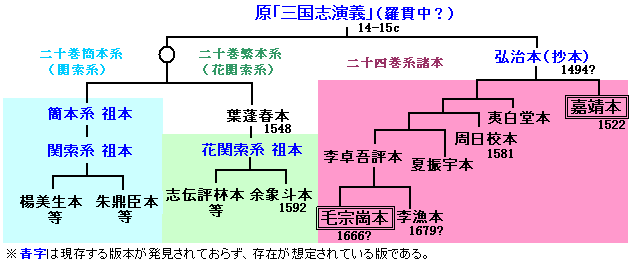
演義各種刊本の系譜（より作成）

原「三国演義」成立後、『演義』が抄本形式で広まった段階で、史書によって修訂されたものとそうでないものに分かれた。修訂を経た方で早く刊本になったのが嘉靖本であり、それにいくつかの説話や周静軒の詩を挿入したのが周曰校本などにつながる。一方、修訂を経ないテキストにも周静軒詩が挿入された。このうちの一つが葉逢春本である。そしてその中で文章を簡略化したものとしていないものに分かれ、簡略化していない方に花関索説話を挿入したものが二十巻繁本系、簡略にしたものに関索説話を挿入したものが二十巻簡本系につながる。万暦年間に二十四巻系諸本で李卓吾批評と称する注釈を入れたものが現れ、章回分けが行われたのが李卓吾評本である。この李卓吾本の流れから清代に入り、史実を重視して虚構を削ったものが毛宗崗本となる。

#### 毛宗崗本の成立
毛宗崗（字:序始、号:孑庵）は長洲（現在の蘇州）の人で生没年は不詳。父の毛綸（声山）は『琵琶記』の批評を行った人物である。同郷の師に『水滸伝』に大胆な改変を加えたことで知られる金聖歎がいたともいう。父の毛声山は李卓吾本を元に各書を取捨選択し、『演義』の改訂に取り組んでいた。毛宗崗はそれを引き継いで、記事や文章の誤りを正し、自らの評価を挿入して毛宗崗本を完成させた。成立時期は康煕5年（1666年）以降であるという。首巻には金聖歎に仮託した序文と「凡例」「読三国志法」および目録・図録を収める。「凡例」は毛宗崗が底本とした李卓吾評本からどの部分をどういった方針で修正したかを説明したもの、「読三国志法」は毛宗崗自身による『演義』の解説である。
毛宗崗は校訂にあたって、なるべく史実を重視し、それまでの刊本に採録されていた花関索説話などの荒唐無稽な記述や、周静軒の詩を削除する方針をとった。たとえば毛宗崗が削った逸話に「漢寿亭侯」故事がある。関羽が曹操に降った際、曹操から寿亭侯の位を与えられたが、関羽が不満と聞くと、曹操がその上に「漢」の一字を追加して「漢寿亭侯」とした。関羽は「曹公は私の心を分かっておられる」と喜んだという逸話である。関羽の漢（=劉備）に対する忠節を示す話であるが、実際には関羽は「漢寿」という土地（現在の湖南省常徳市漢寿県）に封じられたものであり、漢と寿を切り離す話には無理がある。しかし元明代にはむしろ「漢・寿亭侯」の解釈の方が一般的であった。史実を重んじる毛宗崗は、この話を採用せず削除してしまうが、それ以前の刊本には収録されていたため、李卓吾本を輸入・翻訳した日本では、この説話が残り、広く知られている。
逆に史実ではないのに毛宗崗が挿入した逸話に「秉燭達旦」がある。曹操が関羽の心を乱すため、劉備の二人の夫人と同室に泊まらせたが、関羽は燭を取って戸外に立ち、朝まで一睡もせずに警備したため、曹操はますます関羽に感心したという話で、明刊本の本文中には見られない（周曰校本では註釈で触れている）。博識で有名な学者胡応麟は、『荘岳委譚』の中でこの話は正史にも『綱目』にも見られない虚構の話だと断じたが、毛宗崗は「通鑑断論」に基づいてこの話を入れたという。通鑑断論とは元代の学者潘栄の『通鑑総論』のことで、明代の『綱目』刊本にはこの通鑑総論を冒頭に附録しているものが多かった。毛宗崗が校訂にあたり『綱目』に依拠していたことが推測される。また、赤壁の戦い時に徐庶が離陣する際の名目であった西涼の不穏は、李卓吾本では馬超が原因であったが、毛宗崗は馬騰に置き換えている。
毛宗崗本は既刊刊本の中で、いわば決定版と見なされ、清朝一代をかけて徐々に他の刊本を駆逐し、古い刊本が国内で廃棄・消尽され、日本をはじめ外国に多く伝存するという状況を導くことになる。清末には、ほぼ『演義』といえば毛宗崗本のことを指すという状態となり、現在に至る。清代に特定の刊本が突出し、他の刊本が整理・淘汰されるのは『水滸伝』（金聖歎本）や『西遊記』（西遊真詮）でも似た傾向が見られる。

## 主要人物の造形
毛宗崗は自ら書き下ろした解説「読三国志法」で、『演義』の登場人物の中から、3人の卓絶した人物を選び「三絶」と称賛している。それは古今の賢相の第一たる諸葛亮（智絶）、古今の名将の第一である関羽（義絶）、そして古今の奸雄の第一とする曹操（奸絶）の3人である。ここではその特別に作り込まれた三絶をはじめ、主要な登場人物について『演義』に至る人物像の形成過程を概観する。

### 関羽
| 王朝 | 皇帝 | 年代               | 関羽に与えられた諡号・神号                           |
| ---- | ---- | ------------------ | ---------------------------------------------------- |
| 蜀漢 | 後主 | 景耀3年（260年）   | 壮繆侯                                               |
| 北宋 | 徽宗 | 崇寧元年（1102年） | 忠恵公                                               |
| 北宋 | 徽宗 | 大観2年（1108年）  | 武安王                                               |
| 北宋 | 徽宗 | 宣和5年（1123年）  | 義勇武安王                                           |
| 南宋 | 高宗 | 建炎2年（1128年）  | 壮繆義勇王                                           |
| 南宋 | 孝宗 | 淳熙14年（1187年） | 壮繆義勇武安英済王                                   |
| 元   | 文宗 | 天暦元年（1328年） | 顕霊義勇武安英済王                                   |
| 明   | 憲宗 | 成化年間           | 壮繆義勇武安顕霊英済王                               |
| 明   | 神宗 | 万暦42年（1614年） | 三界伏魔大帝神威遠鎮天尊関聖帝君                     |
| 明   | 熹宗 | 天啓年間           | 三界伏魔大帝神威遠震天尊関聖帝君                     |
| 清   | 高宗 | 乾隆年間           | 忠義神武霊祐関聖大帝                                 |
| 清   | 仁宗 | 嘉慶18年（1813年） | 忠義神武霊祐仁勇関聖大帝                             |
| 清   | 宣宗 | 道光年間           | 忠義神武霊祐仁勇威顕関聖大帝                         |
| 清   | 文宗 | 咸豊2年（1852年）  | 忠義神武霊祐仁勇威顕護国関聖大帝                     |
| 清   | 文宗 | 咸豊3年（1853年）  | 忠義神武霊祐仁勇威顕護国保民精誠綏靖関聖大帝         |
| 清   | 穆宗 | 同治9年（1870年）  | 忠義神武霊祐仁勇威顕護国保民精誠綏靖翊徳関聖大帝     |
| 清   | 徳宗 | 光緒5年（1879年）  | 忠義神武霊祐仁勇威顕護国保民精誠綏靖翊賛宣徳関聖大帝 |

関羽（字:雲長）は『演義』で「義絶（義の極み）」と絶賛される人物である。関羽の人物像は、長い歴史を経て作り出されたもので、『演義』の時代すでに道教では神として祀られていた。しかし義絶と称される程の義人となるのは『演義』における最終的な演出・造形が関わっている。

#### 神格化される関羽
正史『蜀書』における関羽の伝記は、巻6にまとめられた武臣の筆頭として収載されているが、その分量はわずか953字にすぎない。陳寿は、剛情で自尊心が高すぎるという関羽の短所も指摘しており、まだ神格化はされていない。裴松之はこれに761字の注釈を補うが、呂布の部下秦宜録の妻を娶ろうと曹操に懇願する好色な姿（『魏氏春秋』）も描かれている。南北朝期に発展した初期道教において、当時の道教の神々を整理した陶弘景の『真霊位業図』において、俗世で功績のあった人物が冥界の官吏として挙げられているが、劉備・曹操・荀彧・諸葛亮・司馬懿・徐庶などの名はあっても、関羽・張飛など武臣の名は見られない。ただし同じ陶弘景の『古今刀剣録』では、関羽が自ら山で鉄を取り「万人」と銘した刀を作ったという伝説を記す。
関羽が初めて神として祀られたのは唐代である。ただし道教ではなく仏教においてであった。玉泉寺（湖北省）で仏を守護する伽藍神となり、顕烈廟に祀られた。貞元18年（802年）に董挺が著した「重修玉泉寺関廟記」によれば、開山の智顗（天台宗開祖）が、当地で死んだ関羽の亡霊のお告げを得たとし、顕烈廟が玄宗代に建立されたことを記している。南宋の『仏祖統紀』では智顗の前に現れた関羽の霊が、仏法に帰依したいと請い、智顗が煬帝に奏して、関羽を「伽藍神（伽藍菩薩）」に封じたとしている。
一方、五代から北宋にかけて、道教では元帥神という武神の信仰が広まる（『道法会元』）。北方守護の趙元帥（趙公明）、東方の温元帥（温瓊）、西方の馬元帥（馬霊官）とともに、関羽は南方を守護する関元帥として四大元帥に数えられるようになる。元帥神は武器と騎乗動物がセットとして祀られ（趙元帥なら鉄鞭と黒虎）、青竜刀と赤兎馬の組み合わせができたものと考えられる（ただし道教の中で元帥神の地位は高くなかったため、明清期に関羽の地位がさらに高まると、次第に四大元帥からは外されるようになった）。

#### 財神としての関羽
現在でも関羽は中国国内においても、世界各地の中華街でも、「財神」として崇拝されている。本来、地方政権の一介の武将でしかない関羽が、財神として崇敬されるようになったのは、山西商人（晋商）の活動が大きく影響している。
元々関羽の故郷である山西省の解県には、塩湖である解池があり、古来より内陸部において欠乏しがちな生活必需品である塩を供給する中国最大の生産地であった。漢代から塩は国家の専売とされたが、取引はもっぱら製塩業者や商売人が請け負った（詳細は中国塩政史を参照）。これらの中から晋商（山西商人）と呼ばれる大商人が現れる。彼らは元は山西省・陝西省出身の商人・金融業者であり、五代以降に頭角を現し、明代にピークを迎えた。南方の新安商人（徽商）とともに明・清時代には二大商業勢力にまでなる。彼ら山西商人は、同郷の偉人である関羽を守護神として崇拝していた。関羽信仰の主体が商人であったことが、武将関羽が財神に変化した原因となる。
宋代には、北方の異民族（契丹・西夏・女真）との抗争により軍事費が飛躍的に増大し、実に税収の五割が塩税で占められる。国家から徴税後の塩の取引を認められていた山西商人たちは、朝廷権力とも癒着したため、彼らの関羽信仰も朝廷の官僚や軍人にまで影響していく。次第に宋朝では、北方民族との戦いに際して、関羽に祈りを捧げるようになった。特に北宋末、金の擡頭により軍事的緊張が高まると、時の徽宗皇帝は関羽を忠恵公に封じ、その後義勇武安王まで昇格させて、宋軍への加護を祈った（右表）。徽宗はまた道教への傾倒も著しく「道君皇帝」と称された皇帝でもあった。山西商人から崇拝され、道教でも元帥神となっていた関羽は、国家からも公式に軍神としての地位を認められたことになる。その後、王朝が交替しても関羽に対する顕彰は続き、神としての地位を上げ、『演義』が成立した後はその影響もあり、明末にはついに帝号まで与えられることとなった。

#### 演義における関羽
『演義』では、関羽の武や義を強調するため、様々な工夫が施されている。まず本来別人が挙げた功績を関羽に移し替える作業である。たとえば董卓の部将華雄を斬る功績は本来孫堅のものであったが、これを関羽に移し替えて「温酒斬華雄」という名場面に転換した。群雄の前での鮮やかな関羽のデビュー戦として演出し、読者に関羽を印象づけるとともに、曹操が関羽の武に惚れ込む伏線として機能させている。また曹操に降った関羽が白馬の戦いで袁紹の部将顔良を斬ったことは正史にも載るが、その後さらに文醜まで関羽が斬ったとするのは（『平話』から受け継がれた）創作である。武神・軍神として関羽の武を強調する作為である。
忠義の将としての姿は「千里走単騎（嘉靖本では千里独行）」で典型的に語られる。一時曹操に降伏していた関羽は、袁紹軍に身を寄せている旧主劉備の下に参ずるため、曹操から受けた栄典をすべて返上し、劉備夫人を護衛しながら、行く手を塞ぐ5つの関門で6人の将を斬る。正史ではわずか30字しか記述がないが、『演義』では関羽の忠節を強調する物語として大々的に発展させた。なお嘉靖本の千里独行では関羽に対して「関公」という呼称が使われ、それ以外の部分にはほとんど使われないため、この逸話は後から三国物語に挿入された可能性が高く、全篇に渡って「関公」と表記されることが多い『平話』との関連性がうかがえる。ただし『平話』の段階では関羽が曹操に別れを告げた出発地が長安とされていたのに対し、『演義』ではつじつまを合わせるため、許都に改められている。この逸話の挿入により、関羽の劉備に対する忠義と、曹操の関羽に対する惚れ込みようがさらに強調された。
そして関羽の義将たる側面が最大限に発揮される名場面が「華容道」である。赤壁の戦いにおいて諸葛亮は、関羽が以前曹操から恩義を受けていたことを知りながら曹操の追撃を命じた。しかし関羽は華容道で敗残の曹操とまみえると、情義からあえて曹操を見逃すのである。それまで丁寧に叙述されていた関羽と曹操の因縁を伏線として形成された非常に感動的な場面であり、毛宗崗も総評でこの場面における関羽の義を絶賛している。正史や裴注にはこのような場面は全く存在せず、『平話』では関羽が曹操と鉢合わせした際に謎の霧が立ちこめ、曹操はそれに紛れて逃げたとするのみで、何の感動もない。すなわちこの段は関羽の義を強調するために、『演義』編者によって最終段階で挿入された創作なのである。魯迅は『中国小説史略』でこの場面を「孔明の描写は狡猾さを示しているだけだが、関羽の気概は凛然として、元刊の『平話』とは格段の差がある」と絶賛し、王国維も「文学小言」でこのくだりを「大文学者ならでは為し得ない」と賞賛している。「義絶関羽」の人物造形は、『演義』編者にとって最も思い入れが込められた産物であった。
これ程までに称揚された関羽は、非業の最期を迎えた後、まさに「神化」する。呂蒙の計略で捕らえられ、孫権に処刑された関羽は「顕聖（神として姿を現す）」し、ともに死んだ関平・周倉とともに、普静和尚の前に姿を現す。そして勝利の宴を祝う呂蒙に取り憑いて、呪い殺すという神罰をくわえ、さらに首となった後に曹操の健康まで害する（第77回）。こうして義絶・関羽は文字通り神となった。『演義』の影響でさらなる"関聖帝君"への崇拝を生み、現在も世界中の関帝廟で祀られている。

### 諸葛孔明
劉備を支えた諸葛亮は「智絶（智の極み）」と称された天才軍師である。物語中の孔明は軍師・参謀という枠を超え、むしろ神仙・魔術師的な活躍まで見せる超能力者として描かれる。『演義』では全篇を通して劉備（玄徳）と諸葛亮（孔明）のみは、姓名より字で呼ぶことが多く、主人公的な視点すら与えられている。また、関羽も「雲長（字）」「関公」と呼ぶことで、いずれも諱を避ける敬意を示されている。
しかし史実における諸葛亮は、中途から劉備陣営に加わって以降、演義のような神がかりの活躍をみせることはない。赤壁の戦いでも外交面以外の活躍はほとんど見られない。「忠武侯」という諡号を与えられ三国志成立以前の魏呉の史書でも大きく評価されていたにもかかわらず、正史における陳寿の諸葛亮評は、制約された条件下で最大限政治能力を発揮した能吏としてのものであり、「然れども連年衆を動かし、未だ成功する能はず。蓋し応変の将略はその長ずる所に非ざるか」とあるように、その軍事的な才能は疑問視していた。ところが陳寿の評は受け入れられず、東晋時代以降に蜀漢正統論が提起されるようになると、最期まで「聖漢」（儒学者の理想国家としての漢王朝）の一統を目指して戦った諸葛亮の評価も上がっていく。

#### 軍事カリスマとしての孔明
正史での陳寿の評価に反して、南北朝から隋唐にかけ、諸葛亮の軍事的才能がさらに賞賛されるようになった。北周王朝（556年 - 581年）の基礎を築いた宇文泰は、諸葛亮の軍才を敬して部下に「亮」の名を与えており、また『演義』にも登場する「八陣之法」や「木牛・流馬」などが、孔明の発明したものとして語られるようになる。唐代に至ると、名君太宗（李世民）の諫臣として『貞観政要』でも知られる魏徴すらも諸葛亮に劣ると評され、その軍才はいにしえの孫子・韓信や唐建国の功臣李靖・李勣と並んで名将ベスト10に名を連ねるまでとなった。関羽と同様、南宋においては「威烈武霊仁済王」に封じられ、国家の守護神の一人に数えられている。
また朝廷とは別に、民間においても同時に孔明の軍略を讃え、神秘化する傾向が強まる。前述の通り、唐代に寺院で語られた俗講で三国説話が語られたが、その中では蜀の軍事行動がすべて諸葛亮に結びつけられており、軍師としてだけでなく、その知謀を際立たせるために能力の神秘化までが進んでいる。

#### 忠臣としての孔明
蜀漢正統論の高まりとともに、忠義の士としての諸葛亮の再評価も進んだ。劉備は死にあたり、病床で諸葛亮に息子の劉禅を托し「我が子に才能なくば君が取って代われ」と遺言したと正史にある。しかしそれにもかかわらずあくまで劉禅を主君として奉り、不倶戴天の敵である魏を攻め続けたことは、忠義を尽くした行為として賞賛された。上述の通り杜甫が諸葛亮を讃える詩を詠んだことに見られるように、隋唐時代にはすでに忠臣諸葛亮の評価は高まっていた。
諸葛孔明を「聖漢の忠臣」として改めて再評価したのは、蜀漢正統論を強調した南宋の朱熹であった。朱熹の評価では劉璋をだまして蜀の地を奪ったこともすべて劉備の責任として押しつけ、孔明を「三代（夏・商・周）以来、義によって国家形成を目指したただ一人の人物」とまで絶賛している（『朱子語類』巻136）。これには華北・中原地域を金という異民族王朝に奪われ、その奪回を国是とした南宋の置かれた立場も反映していると見られる。中原回復のための北伐途中に死去した孔明は、朱熹にとって国家の理想を反映する英雄であった。

#### 神仙としての孔明
このような軍事・道徳両面での高評価に加え、孔明には道教の仙人的なイメージが附加されていた。奇しくも三国時代に始まった原始道教（天師道）は、六朝時代以降に発展し、清廉で俗世から遊離した仙人・道士のイメージが知識人層に浸透した。若くから晴耕雨読の生活を送っていた孔明もまた、神仙的な色合いで語られるようになる。後述する葛巾・毛扇という道士的な衣装や、出身地の琅邪が天師道のメッカであり、始皇帝時代の徐福や孫策を呪った于吉など、古代より多くの方士を生み出してきた土地であることも、諸葛孔明と方士～道士～神仙イメージを結びつける一助となった。『平話』では、諸葛孔明の登場時にはっきりと「元々は神仙である」と言明し、超常的な魔術師として扱われている。
『演義』で孔明は、赤壁の戦いにおいて超人級の活躍をする。本来の勝利の立役者である周瑜を完全に脇役へ追いやり、その軍略的天才を発揮するだけでなく、『奇門遁甲天書』に基づき七星壇に祈ることで風をも自在に操る魔術師の姿を見せる。「借東風」はすでに『平話』でも描かれており、風を祈るという魔術師的な孔明像は、講談の中でできあがったものであろう。さらに南蛮征伐の段では、器械仕掛けの猛獣を作製し、羽扇で風向きを変えるなどのオーバーテクノロジーを駆使し、孟獲を七回捕らえ七回釈放（七縦七擒）するという離れ業も見せる。
孔明最後の仕事となる北伐においても、敵軍にわざと隙を見せる空城の計や、木牛・流馬なる摩訶不思議な器械で、魏軍を率いる司馬懿を翻弄した。そして超能力者・孔明の最後の魔術は、星座を観察して死期を悟り、北斗星に祈って自らの延命を図る段（第103回）である。この祈りは魏延の不注意で中断されてしまい、延命はできなかったが、かねて反目していた魏延と孔明の関係を利用し、後に魏延が乱を起こすことの伏線として巧みに配している。さらに超人孔明は死後すらも神通力を発揮した。孔明の死に乗じて攻め寄せた司馬懿を退ける兵法を遺し「死せる諸葛、生ける仲達を走らす」ことに成功する。この「死諸葛走生仲達」は裴注に引く『漢晋春秋』が初出だが、楊儀・姜維らが司馬懿を迎撃したことに対し、孔明の軍令が行き届いていたことを讃える言葉であり、『平話』も同様だった。ところが『演義』においては、生前の孔明が「我が屍体の口に米七粒を含ませ、足下に行灯をともせば、我が将星は落ちまい。」という道教儀式的な指示を出していたことにし、木像を用いて魏軍にまだ孔明が生きている様に思わせるという、大がかりな魔術で「知絶」の奇才を締めくくっている。加えて生前に魏延の叛乱をも予見し、馬岱に秘策を授けておくなど、死後まで道教的な神秘性を帯びた「知絶」の超人として描かれたのである。

### 曹操

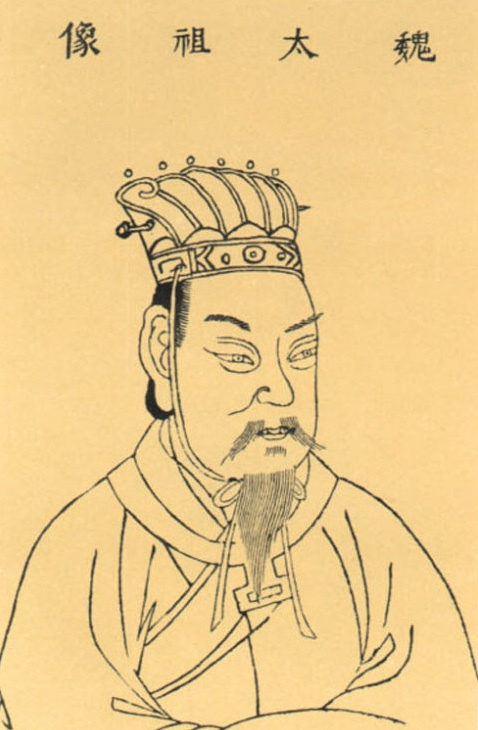
曹操

曹操（字:孟徳）は「奸絶（奸の極み）」と称される『演義』最大の悪役である。毛宗崗があえて悪役を三絶の一人に数えたのは『演義』における曹操の存在感と、毛宗崗の分析の鋭さを物語る。曹操が『演義』最大の悪役となったのは、主人公たる劉備の前に立ちふさがるライバルであること、漢王朝を終わらせた簒奪者であること、そして宦官曹騰の孫という出自などに起因する。『演義』は曹操初登場シーンの紹介で、宦官の家系に生まれたことを記す。毛宗崗は「このような生まれの曹操が景帝の玄孫である劉備と同列に語れようか」と註釈で誹謗している。

#### 奸雄化の過程
陳寿は、曹操が基礎を築いた魏を継ぐ晋に仕えた史官であった。曹操に不利益な記述を行うことはなく、『演義』のように卑劣な悪役に徹底することもなかった。しかし、中国文学者の吉川幸次郎は「その陳寿すら、武帝紀の末尾の論賛では曹操の苛烈な政策に不満を表明した」と解釈している。吉川は、『論賛では「擥申商之法術、該韓白之奇策」という記述が見え、曹操を申不害・商鞅・韓信・白起と同じタイプの人間だといるが、いずれも儒教的な価値観で言えば有能な人物では有るものの、奸臣もしくは謀反人ばかりであり、陳寿の曹操に対する評価は好ましいとは言えない。これは曹操の激しい言動・政策に対する批判をにじませた記述だろう』と指摘している。
裴注の段階では様々な逸話が記載されている。概ね曹操をけなすものが多い。たとえば孫盛の『異同雑語』には当時人物評で知られた許子将が、曹操を「治世の能臣、乱世の姦雄」と評し、それを聞いた曹操が大笑したという逸話を載せる。また、呉側の資料である『曹瞞伝』（作者不明）には、敵国から見た曹操の悪評が記録されている。幼少の日の曹操が、悪行を咎める叔父を中風の振りをして欺く話（第1回）、行軍中「麦畑に足を踏み入れた者は死刑」と布告を出したにもかかわらず、みずからの馬が麦畑に入ってしまった時に、髪を首の代わりに切って切り抜けた話（第17回）など、『演義』に取り入れられた逸話は多い。
この時期における曹操の悪辣さを物語る逸話がある。正史は中平6年（189年）董卓の暴政に反撥した曹操が洛陽を密かに脱出し、名前を変えて故郷へ急ぐ途中、中牟（現河南省鄭州市）を通過する際、亭長に捕らえられた後に釈放されたと記す。この件に対し、裴注では以下の3つの異聞を併記する。
魏の王沈は建国の祖たる曹操への遠慮もあり、あくまで曹操の正当防衛という目線で描く。それに対し、西晋の『世語』では曹操の猜疑心が強調され、悪人性が浮上してくる。さらに東晋代になると孫盛は曹操の姦雄性を象徴する名台詞「寧我負人、毋人負我」を盛り込み、さらなる非情さを強調している。裴松之は以上3種の異聞を併記するだけだが、時代を経るに従って小説的な脚色が加えられていく過程が如実に見て取れる。『演義』ではこれらをさらにふくらませ、酒を買いに行っていた呂伯奢までも追走して殺す展開とし、さらに事件の観察者として元中牟県令の陳宮を配することで、曹操の残虐性を解説する恰好のエピソードに昇華させた。この陳宮と曹操の因縁は、後に陳宮が曹操に叛し、さらに捕らえた陳宮の命を曹操が惜しむ場面への伏線としても利用されている。

#### 世説新語における曹操
東晋時代に成立した、当時の逸話や噂を集めた劉義慶の『世説新語』でも曹操のずる賢さが強調される。「仮譎篇」には狡知に長けた者が他人を欺く逸話が収められているが、曹操にまつわるエピソードが多い。曹操がのどの渇きを訴える兵士に対し、前方に梅林があると騙して唾を生じさせ、渇きを癒した話なども『平話』で取り入れられ、『演義』にも採用された（第21回）。また『演義』第72回で曹操の「自分の眠っている時に人が近づくと、無意識に斬ってしまうから気をつけよ」という言葉を無視した側近が、寝たふりをしている曹操に布団をかぶせて斬り殺されたという逸話も「仮譎篇」が由来である。
同じく第72回には曹操が普段から憎んでいた小才の利く楊修を処刑した逸話を載せる。きっかけは漢中攻略に失敗した曹操がつぶやいた「鶏肋」という語を楊修が勝手に解釈したことに曹操が激怒したためであるが、それ以前から曹操が楊修を憎んでいた原因として『演義』ではいくつかの逸話を挙げる。部下に作らせた庭園を見た曹操が門に「活」と一字だけ書いて去ったのを楊修が「闊（ひろい）」と看破し「庭が広すぎる」意味だと周囲に解説した件、また酥（乳製品）の瓶が献上された際に曹操が蓋の上に「一合酥」と書いたのを楊修が「一人一口の酥」と解読した件などを曹操が小癪に思ったという。これらはいずれも『世説新語』「捷語篇」に由来する逸話である。このような逸話群により、曹操=小ずるい英雄のイメージが六朝時代に定着しつつあったことが見て取れる。なお、『四庫全書総目提要』三国志条が指摘するように、中国が南北に分裂している場合、おおむね北朝では曹操を評価し、南朝では曹操を批判する傾向が見て取れるが、南朝の史書である『世説新語』の伝える曹操像は終始一貫して小悪党である。

#### 漢の敵としての曹操
『演義』における曹操は、小ずるい悪党どころか、奸絶と称されるほどの巨悪として君臨する。これは上記のような曹操の詐譎という性格のみによるものではなく、『演義』を最終的に完成させた儒教的知識人の、曹操への評価が反映されたものである。
曹操は、後漢時代の儒教的名士である「清流」と対立し、目の敵とされた濁流=宦官の孫であり、また最終的な漢朝の簒奪者でもある。曹操自身は自らを周の文王になぞらえ、簒奪には及ばなかったが、曹操の死の直後に子の曹丕が献帝に禅譲を強要して魏を建国したことから、漢を聖徳王朝と見なす儒教的観点から見れば悪そのものだった。また曹操は後漢王朝で官吏登用基準とされた儒教的道徳よりも、個人の才覚を重んじた。曹操が発した求賢令（210年）は「才能がある者なら下賤の者でも道徳なき者でも推挙せよ」という唯才主義を前面に押し出したものである。さらに儒教に変わる新たな価値観として、文学を称揚して建安文学を主導し、一方で儒教的名士である孔融や楊修を殺した。こうした曹操の言動は儒教的価値観から見れば異端以外の何者でもなく、激しい批判の対象となった。
それゆえに『演義』で強調される曹操の残忍性・狡猾性は、儒教の忠節の対象であり、理想化されていた漢王朝の皇室に対しての行為に顕著に現れる。第20回では許田で狩猟を行った際に、献帝の獲物を曹操が平気で横取りし、憤慨した関羽が曹操を殺そうと息巻いて劉備に抑制される（後の華容道の場面との対比となっている）。また第66回では、伏完の造反計画が露呈した際、捕らえられた娘の伏皇后に対して曹操自らが罵倒し、その場で打ち殺させるという残忍さを見せ、毛宗崗も註釈で痛憤している。この件は裴注の『曹瞞伝』を元に作られた場面であるが、曹操自らが皇后を罵倒して殺害させたとするのは『演義』の創作である。こういった漢室への悪行は、ライバル劉備が漢室の末裔という高貴性を受け継いでいるのと対照的に、ことさらに簒奪者としての悪印象を植え付けるための措置でもある。『演義』編者にとって王朝簒奪は許し難い悪行であり、憎悪の対象は曹操のみならずその臣下にまで及んだ。たとえば献帝から曹丕への禅譲が行われた際に、皇帝の璽綬を奉戴する役割だった華歆は、正史では清廉潔白・謹厳実直な能吏として記述されているが、『演義』では正反対の卑賤陋劣な人物として曲筆されている。
悪の面を強調する一方で、長所を削ぎ落とすことも行われた。正史や『通鑑』には、魏臣が曹操を褒め称えたり、曹操が過去の因縁に囚われず敵方にいた武将を抜擢・重用する記述は少なくない。しかしそうした話も、全体の筋に関係がないものは、ことごとく削除されている（たとえば臧覇・畢諶・魏种らの登用など）。とはいえ『演義』は、筋の展開に必然性がある場面であれば、史書に由来する曹操の優れた面の記載を排除することはしなかった。戦場で鮮やかな詩賦を詠み、外交や調略を駆使して馬超や張魯などの勢力を操る一方、陳宮の死に涙し、関羽や趙雲への思慕を隠さず、能力重視で人材を活用する姿勢など、文学者としての顔、スケールの大きな戦略家としての側面、人材を貪欲に求める名君としての魅力も随所に織り込まれている。これにより人物像に厚みが増し、曹操は単純な悪玉ではなく、主人公たる劉備や孔明らにとって、乗り越えるべき巨大な障碍として立ちふさがる「大いなる敵」としての存在感を持った人物として描かれた。それこそ、曹操が「奸絶」と評されたゆえんである。

### 劉備

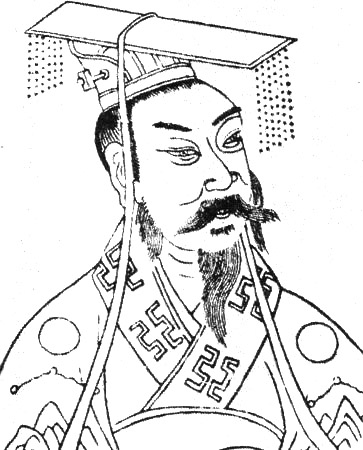
劉備

劉備（字:玄徳）は蜀漢正統論の主軸となる人物であり、関羽・張飛・趙雲・孔明といった文武の英雄を部下に持ち、特に前半の物語を牽引していく、主人公の役割を与えられた人物である。しかし『演義』では関羽や張飛のような武勇も、孔明や龐統のような知略も持たぬ凡庸な人物であり、長所である仁徳を発揮する場面でも、芝居がかった言動が多く善行が鼻につく。李卓吾本では玄徳のあまりに偽善的な行動や発言に対して容赦なく批判を浴びせており、毛宗崗に至っては目に余る偽善は削除や書き換えを行っているほどである。しかも優柔不断で決断力に乏しく、大義よりも個人の情に流されることも多い、はなはだ魅力に乏しい人物像となってしまっている。そうなった理由は、玄徳を支える関羽や諸葛亮など文武の臣下が超人化したことと無縁ではない。
早くも南北朝から隋唐にかけて、軍師として諸葛亮が神格化された段階で、その行動に精彩を加えるため他の登場人物の価値が引き下げられ、特に諸葛亮の主君たる劉備の格下げが激しくなった。唐代になると、俗講の中で諸葛亮は「主弱くも将強きは彼の難かる所と為る」と明言しており（『四分律鈔批』）、劉備の無力化が顕著となった。軍神たる関羽、破天荒な張飛、万能の孔明など、個性的な部下たちに活躍場所を奪われ、宋代の講談でも元代の演劇でも、臣下の活躍を見守る君主というおとなしい役を与えられるようになる。もちろん史実における劉備は、決しておとなしいだけの飾り物的君主ではない。たとえば正史先主伝では、劉備が博望に押し寄せた夏侯惇・于禁らを見事な計略で撃退したと記している。しかし『演義』ではこの戦いを諸葛孔明のデビュー戦と位置づけ、すべて孔明の策略に置き換えてしまった。
このように周辺人物の個性化に伴って、本来の主人公たるべき人物が凡庸化・非力化・無個性化し「虚なる中心」に変化する現象は、同じ通俗小説である『水滸伝』の宋江、『西遊記』の三蔵法師などの形成過程でも共通して見られる。とはいえ『平話』のように張飛や諸葛亮の超人的な活躍を描くだけでは面白味は増しても、三国の興亡を描くという物語構造は逆に弱まってしまう。それゆえに『演義』では蜀漢正統論に一本筋を通すため、「劉備の善」「曹操の悪」のコントラストをはっきりさせるべく、玄徳の仁君性・高貴性をことさらに強調することとなった。
たとえば玄徳の特徴である福耳は、正史の蜀書先主伝に「振り返ると自分の耳を見ることができた」とある程度だった。これがさらに「両耳が肩まで垂れている」という観相学的な誇張がなされたのは、『平話』までには見られない『演義』での特徴付けであり、釈迦や三蔵法師も同様の「垂肩耳」とされる。また同じく先主伝では、劉備が安喜県尉の時、督郵（監査役）を杖で殴ったという記事を載せるが、『演義』ではその主体が張飛に変更されたのも、『平話』の影響もさることながら、玄徳から粗暴性を払拭するためといえる。
かたや財産に富む権力者を祖父に持つ曹操、かたや父や兄の地盤を受け継いだ孫権という、恵まれた環境にある2人のライバルを敵にまわし、漢王朝の末裔でありながら草鞋売りに身を落としている落魄の貴公子劉玄徳が、裸一貫から仁を強調して漢朝再興を目指すという構図は、民話の常套的な手法である"貴種流離譚"に通ずるという指摘もある。こうした民衆レベルの物語と知識人レベルの蜀漢正統論が結びついた結果が『演義』における玄徳の人物像となったのである。

### 張飛

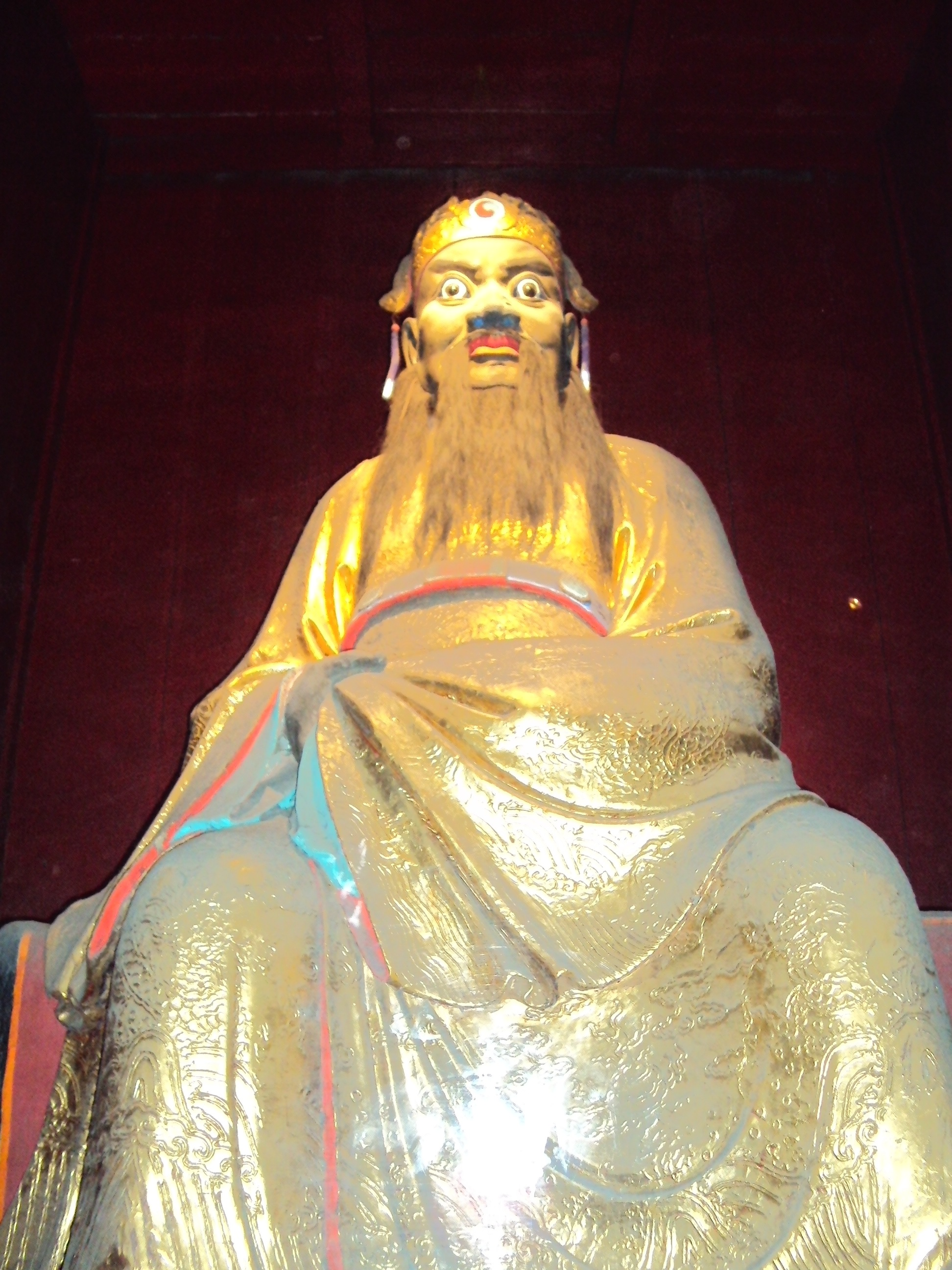
成都武侯祠の張飛像

張飛は、三国説話の世界をかき回す随一のトリックスターである。単純で陽性で破天荒、乱暴だが侠を重んじ、腕っ節も強いという分かりやすいキャラクターは庶民に広く愛され、『水滸伝』の李逵・魯智深や『西遊記』の孫悟空・猪八戒と同様、宋代の講談や元の雑劇では大人気であった。
正史における張飛伝の記述は800字に満たないが、「万人の敵」（魏書程昱伝）と称された武は有名だったらしく、敵方の劉曄伝や周瑜伝でも武勇を讃えられている。陳寿による関羽評が「士卒には優しいが、士大夫に対しては驕慢だった」とするにもかかわらず、正反対に後世士大夫の崇敬を集めたのとは対照的に、張飛も「君子（目上の者）を敬ったが、小人（目下の者）には情容赦なかった」という陳寿の評とは逆に、小人=庶民の人気を集めていくこととなる。すでに唐代の李商隠「驕児詩」で、子供が張飛の特徴を知っていたことは上述の通りである。説三分においても張飛は人気のキャラクターだった。
口承文学の英雄であったことは張飛の字の変化にも現れている。正史では字を「益徳」とするが、『平話』や、嘉靖本を除く『演義』ではすべて「翼徳」に作る。益と翼は文字で書くと全く別であるが、発音は元代以降非常に近くなり、講談や演劇等の喋りでは区別されない。名の「飛」のイメージに引きずられて同音の「翼徳」で筆記されることが増え、元々同音誤字の多い『平話』でも記載され、『演義』各本にも踏襲されたものであろう。
元末から明初にかけての雑劇の中には、「張翼徳大破杏林荘」「張翼徳単戦呂布」「張翼徳三出小沛」「莽張飛大鬧石榴園」など張飛を主人公とするものが多い。それらの中で張飛はいつも「莽撞（がさつで向こう見ず）」という形容詞をつけられている。今日細部まで内容が残る三国雑劇23本全108幕のうち、張飛が歌唱者となっているのは、実にその1/4の27幕に達し、2位の関羽（15幕）を大きく引き離しており、人気のほどがうかがえる。
講談の世界観を集大成した『平話』になると、張飛の活躍はほぼ主人公といえるまでにすさまじく、当時の張飛の大衆的人気を物語る。正史には劉備が督郵（監査役人）の横柄な態度に怒り、縛って鞭で打ち据え、自らの官印を督郵の首にかけて逃亡したという話が載るが、『平話』ではこの話の主役は張飛に代わり、腹を立てた張飛が督郵の崔廉を殴り殺したあげく死体を八つ裂きにし、劉備・関羽とともに太山へ逃げ込んで山賊になったという無茶苦茶な展開に変わる（『演義』では『平話』の行き過ぎた叙述を正史寄りに改めつつ、張飛が督郵を鞭打つ展開は残し、張飛の短気と劉備の仁愛、そして両者に助言する関羽の冷静さを描く逸話へ変貌させている）。さらに徐州で曹操に敗れ兄弟離散した際は、張飛は山賊大王となって「快活」なる独自年号まで立てた。また長坂の戦いでは曹操の大軍を前に、張飛が名乗りを上げると敵兵がひるんだという正史の記事を誇張し、張飛が雷鳴のような叫びをあげるとたちまち橋が真っ二つに断ち切れ、敵兵が驚いて30里も退却したという、とんでもない話に発展する。こうした話は文字にしてしまうと荒唐無稽に過ぎて興醒めするが、講釈師が抑揚をつけ面白おかしく語れば、聴衆から万雷の喝采を受けることができた。『平話』は語り物で受けを取る口調のまま、逸話が収められており、張飛はこうした講談と相性のいい英雄だったことがうかがえる。
しかし士大夫層が加筆する段になると、儒教的道徳や礼教の枠から逸脱した張飛の破天荒な行動は、関羽や趙雲といった道徳的な英雄によって抑制されていく。『水滸伝』でも同様に、張飛的キャラクターである李逵は元の雑劇（水滸戯）で大活躍していたが、小説として完成する段階で、その活動は宋江や燕青といった良識的な人物に行動を制約されるようになった（小川環樹はこれらの無意識な圧力を「小説の儒教化」と呼ぶ）。この傾向は、より史実的な物語を追求した毛宗崗本においてさらに強まり、張飛のセリフで頻用される「我哥哥」（兄貴）という口語的な呼称が、毛本では「我兄」といった文言的表現に修正されている。
『演義』が文言的小説として完成する段階で、削ぎ落とされていった大衆的な張飛像は、『笑府』や京劇といった口語的世界ではその後も生き続け、現在でも中国庶民の間で不動の人気を誇っている。

### 趙雲

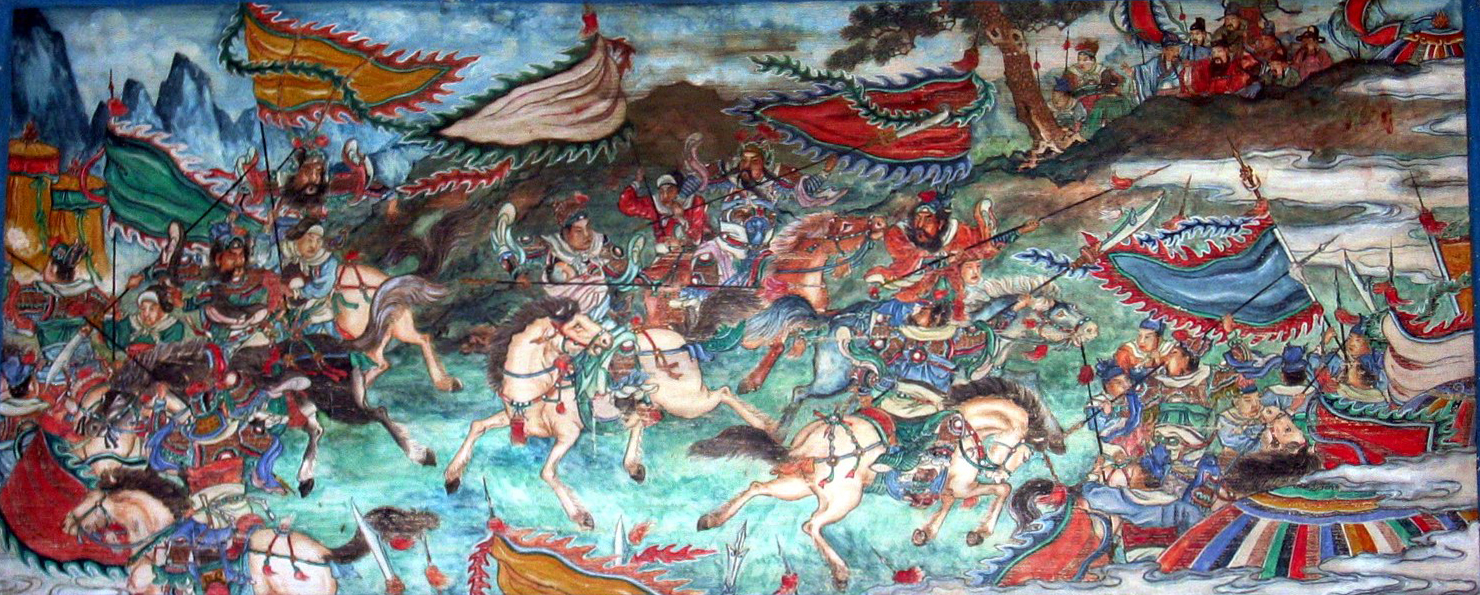
頤和園長廊にある 長坂の戦いの図

『演義』完成段階における重要度の変化という意味で、張飛と好対照をなすのが趙雲（字:子龍）である。
趙雲は『演義』において蜀漢の五虎将軍に数えられる名将であり、その活躍や忠誠も関羽・張飛に匹敵する英雄として描かれる。しかし正史には五虎将軍という官職は実在しないうえ（蜀書巻6に「関張馬黄趙伝」と5人の武臣がまとめられていることから、後世に総称されただけのもの）、趙雲伝の記述はわずか246字に過ぎず、『演義』に見られる活躍はほとんど記載されていない。わずかに長坂の戦いにおいて幼い劉禅を保護したことが載るのみである。裴注に引く『趙雲別伝』に、わずかに桂陽太守趙範から未亡人の兄嫁との縁談を勧められるも怒って断った話や、定軍山の戦いの後帰陣しない黄忠の身を案じて出陣した趙雲が、包囲する敵兵を突破して救援し、劉備から「子龍は一身これすべて胆なり」と賞賛された説話が載る。しかし『平話』の段階に至っても、戦場での活躍などは他の武将からそれほど突出した印象はない。
趙雲は『演義』が完成する段階で、一躍英雄としての描写を増加させた人物だった。上記の黄忠を救う場面を採用するにあたり、『演義』は戦闘の描写に文学的技巧の精緻を尽くし、戦場における趙雲の華麗で鮮やかな動きを梨花にたとえる見事な場面に作り上げている。ほかにも『演義』の段階で加えられた趙雲の活躍場面には高度な技巧的表現が用いられたり、忠義・実直・無欲な面が強調され「士大夫の理想的な」武将としての趙雲が描かれていることが多い。これらは張飛や孔明が語り物や演劇などの世界で培われた英雄なのに対し、趙雲は『平話』より後の、文学作品として完成する詰めの段階で造形され、知識人たちの倫理観による洗礼や、文学的なリライトといった技巧を施されて形成された英雄ということを物語るものである。小松建男は『演義』の地の文で、場面によって「趙雲」「子龍」という異なる呼称が偏る傾向があることに注目し、「子龍」が使われる場面（劉備が孫権の妹を娶るために呉へ赴いた際に趙雲が従った話、桂陽太守の兄嫁を巡る話など）は、総じて倫理的・理知的で思慮深い側面を描くために挿入された、比較的新しい故事の可能性があることを指摘している。
『演義』と同じく口承文芸や演劇から小説に発展した『水滸伝』においても、趙雲と同様の士大夫的倫理観を持つ英雄林冲の説話が最終段階で挿入された形跡があり（詳細は水滸伝の成立史#林冲像の形成）、白話文芸から文学作品として大成させる最終段階で、知識人が果たした役割を示している。

### 孫呉の人々
『演義』において魏・蜀漢とならび、もう一方の当事者である孫呉の人物たちの扱いは非常に軽く、取り上げられるにしても徹底した道化役であり、冷笑・蔑視を含んだものとなっている。正史においても、呉の建国に関わった孫家一族や周瑜・魯粛・呂蒙といった将軍たちは比較的淡々と描写されており、魏や蜀漢に較べ扱いも軽い。それに対し、正史の註釈を挿入した裴松之は呉と同じ江南を本拠とした東晋の人物であり、若干呉びいきの傾向が見られ、呉書に対して多くの逸話を注釈として挿入している。『演義』でも孫家は劉備・曹操と較べて影が薄く、呉の武将の描かれ方にもやや悪意を含む箇所が多い。ただし『演義』を校訂・整理した毛宗崗は孫堅父子のファンであり、毛本では"羅貫中"による孫一族に対する軽視・蔑視に対して、たびたび怒りを込めた批評を施している。このように『演義』においては孫呉の人々は必要以上に小人物として描かれたり、また彼ら自身の功績を蜀の武将にすり替えられたりすることが多い。
たとえば孫堅は、第6回に洛陽で偶然入手した伝国の玉璽に狂喜し、袁紹らから所在を詰問されても白を切り通すなど、小人物として描かれている。孫策もまた短気な若者として描かれ、その最期も于吉を殺したせいで亡霊に翻弄されて衰弱死するという悲惨なものとなっている。孫策と于吉の話は正史には全く登場しないが、裴注に引く『江表伝』には孫策が于吉を殺したことが見え、同じく裴注にある怪異譚『捜神記』（干宝撰）に孫策が于吉の亡霊に祟り殺された件が載り、これを元に話を膨らませたものである。『平話』に至っては孫策はほとんど名前しか登場しない。またさらに扱いがひどいのが呂蒙で、関羽の怨霊に呪い殺されるという惨めな最期が描かれる。
功績のすり替えについては、正史における孫堅の最大の殊勲である「華雄を斬る」も、関羽が行ったことに変更されている。また「孫権の船に敵の曹操軍から大量の矢を射られた際、矢が刺さって船の片側だけが重くなったため、船を反転して逆側にも矢を受けて船の重心が戻った」という逸話が裴注『魏略』に載るが、「赤壁の戦いの前に周瑜に命じられて十万本の矢を敵から借りる」という諸葛亮の功績にすり替えられている。孫呉最大の見せ場である赤壁の戦いで活躍した本来の英雄周瑜や魯粛もまた『演義』においては、脇役・道化役として戯画化される。すでに『平話』の段階でも傾向は見られるが、『演義』の赤壁の戦いは、物語に登場したばかりの諸葛孔明の活躍場所として功績がすり替えられており、周瑜は孔明を引き立てる役のみ割り振られている。孔明に挑発されては怒り、その計略に陥れられる話が繰り返し語られ、荊州争奪に及んで怒りのあまり死亡してしまう。これらはすべて孔明の知謀を引き立たせるための演出である。魯粛も孔明と周瑜の間を伝言するだけの道化として描かれ、関羽との外交交渉「単刀会」において、正論を吐く姿も、部下を叱咤する毅然とした行為も、すべて逆に関羽とすり替えられてしまっている。
以上のような『演義』における呉の人物の扱いは、「第三極」という物語上での呉の立ち位置や、神格化された英雄関羽と敵対した史実に起因する。劉備・曹操という二極対立だけでは物語が単純になる。そこに第三極が加入することで、三者間の関係性のバリエーションは飛躍的に増加し、物語にも幅が加わる。しかし『演義』を貫く対立軸はあくまで蜀と魏の間の抗争である（史実でも呉－魏、呉－蜀間はそれぞれ同盟から反目まで幅があったが、魏－蜀間の関係は常に険悪で連携はあり得なかった）。つまり物語上、呉は第三極という存在自体にこそ意味があるものの、その内部事情についてはあまり大きな関心が払われることがないのである。実際『演義』以上に劉備・曹操の二極対立のみに注目する『平話』においては、孫堅や孫策はほぼ名前しか登場せず、その死すら描かれることはない。そして魏・蜀対立のキャスティングボートを握る立場なだけに、蜀（劉備）と同盟関係にある間のみは、孫権が肯定的に語られる。しかし荊州を巡る争奪で劉備と対立していくにつれて、否定的な記述が多くなり、関羽を処刑する段になると、毛宗崗が露骨に怒りを示すほど孫権や呂蒙を貶める描写が続く。『演義』編者は最も思い入れを込めて描いたキャラクターである関羽を死に追いやった孫権や呂蒙に対して、明らかに好感情を持っておらず、それが孫一族全体の記述にまで影響した可能性が高い。こうした理由で『演義』において孫家や呉の将軍たちは、道化的な役割のみ与えられることとなった。
夷陵の戦いで陸遜が劉備を退けた後、再び呉は蜀漢と講和するが、記述はさらに少なくなり、陸遜も孫権もいつの間にか物語から退場してしまう。また、呉の滅亡による西晋の天下統一で物語の締めくくりとなるため、最後まで好意的に書かれることはほとんどない。簡略な記述ながら、呉の最後の皇帝となった孫晧の暴虐は、史実よりさらに誇張されている。ただし、最後に西晋に降伏するくだりでは、西晋の司馬炎に迎えられた席で、孫皓もまた自国に司馬炎の席を用意していたこと、また孫皓が賈充の不忠（曹髦殺害）を揶揄するエピソードを入れることで、敗者の矜恃を示して幕としている。

### 司馬懿とその子孫
司馬懿（字:仲達）は、魏の将軍として、北伐に挑む孔明に立ちはだかるライバルである。劉備にとっての曹操とも言え、物語後半は孔明と司馬懿の対決が中心となる。孔明の計略にきりきり舞いさせられるが、最終的に守り切った史実は曲げておらず、そのため周瑜や魯粛のようには貶められていない。また、最終的に司馬氏が魏を滅ぼし、西晋を建国した史実から、司馬懿の扱いは複雑な色彩を増している。
司馬懿が初めて姿を見せるのは第39回、曹操が江南制覇に先駆けて人材を登用した中に見られる。孔明が三顧の礼で仕官した（第38回）次の回で司馬懿を出しておくのは、後の展開のための巧妙な伏線である。孔明の北伐に際して、馬謖の計略により左遷させられてしまうが（第91回）、元劉備の配下で、魏に服属していた孟達が再び蜀漢に通じたために復権し、孟達を手早く片付ける（第94回）。史実では馬謖に左遷させられたという記述はなく、また司馬懿が孔明と対峙したのは、孟達を倒したことを別にすれば、231年の第四次北伐以降となるが、『演義』では初めからライバルとして登場している。北伐では「空城の計」に引っかかり、最後は五丈原で陣没した孔明の智略で「死せる諸葛、生ける仲達を走ら」されることになる。
しかし、同じ引き立て役の周瑜などとは違い、司馬懿は天文に通暁するなど、一種の超能力者として扱われている。無論、天文を見て孔明の死を悟りながら、「死せる諸葛、生ける仲達を走らす」（第104回）結果に終わるなど、孔明よりは数段劣った存在ではあるが、超能力の片鱗も付与されなかった周瑜の扱いとは異質である。魏の圧倒的な軍事力がバックにあったとは言え、司馬懿が孔明の北伐を凌ぎ切ったことは事実であり、『演義』も大筋では史実に準拠している。そのため、超能力者というべき孔明を阻止した司馬懿に、小魔術師の要素を付け加えたと考察されている。
以降の司馬懿は、魏に反旗を翻した公孫淵を討ち、みずからを名誉職の太傅に棚上げした曹爽をクーデターで討つことで、魏の実権を握るに至る。後を継いだ長男の司馬師は、みずからを除こうとした皇帝・曹芳を廃位させ、曹髦を擁立した。次男の司馬昭は、みずからを討とうとした曹髦を返り討ちにした上で、曹奐を擁立した。その上で、司馬昭の子の司馬炎が、曹奐から禅譲を受け西晋を開くことになる。
一連の事件では、司馬氏の行動には、歴史書の記述から大きな脚色は見られない。一方、曹氏の側は、曹芳廃位は、かつて曹操が献帝を苦しめた因果応報として書かれ（第109回）、また曹髦殺害では、事前に司馬昭が面前で曹髦を侮辱し、曹髦が近臣を前に泣きじゃくる（第114回）など、曹髦の情けなさを誇張している。そして、司馬炎の禅譲要求に抵抗するのは、もはや宦官の張節のみであり、たちまち撲殺されてしまう（第119回）。『演義』において、司馬氏による魏の乗っ取りは、死を目前にした曹操が、三頭の馬が一つの桶から餌を食う（三馬同槽）夢を見たという、正史『晋書』「宣帝紀」にあるエピソードで早くから暗示されている（第78回）。司馬懿は孔明のライバルであるが、蜀漢の敵であり、孔明の宿敵である魏を内部から滅ぼした存在でもあったのである。

## 英雄達の容貌

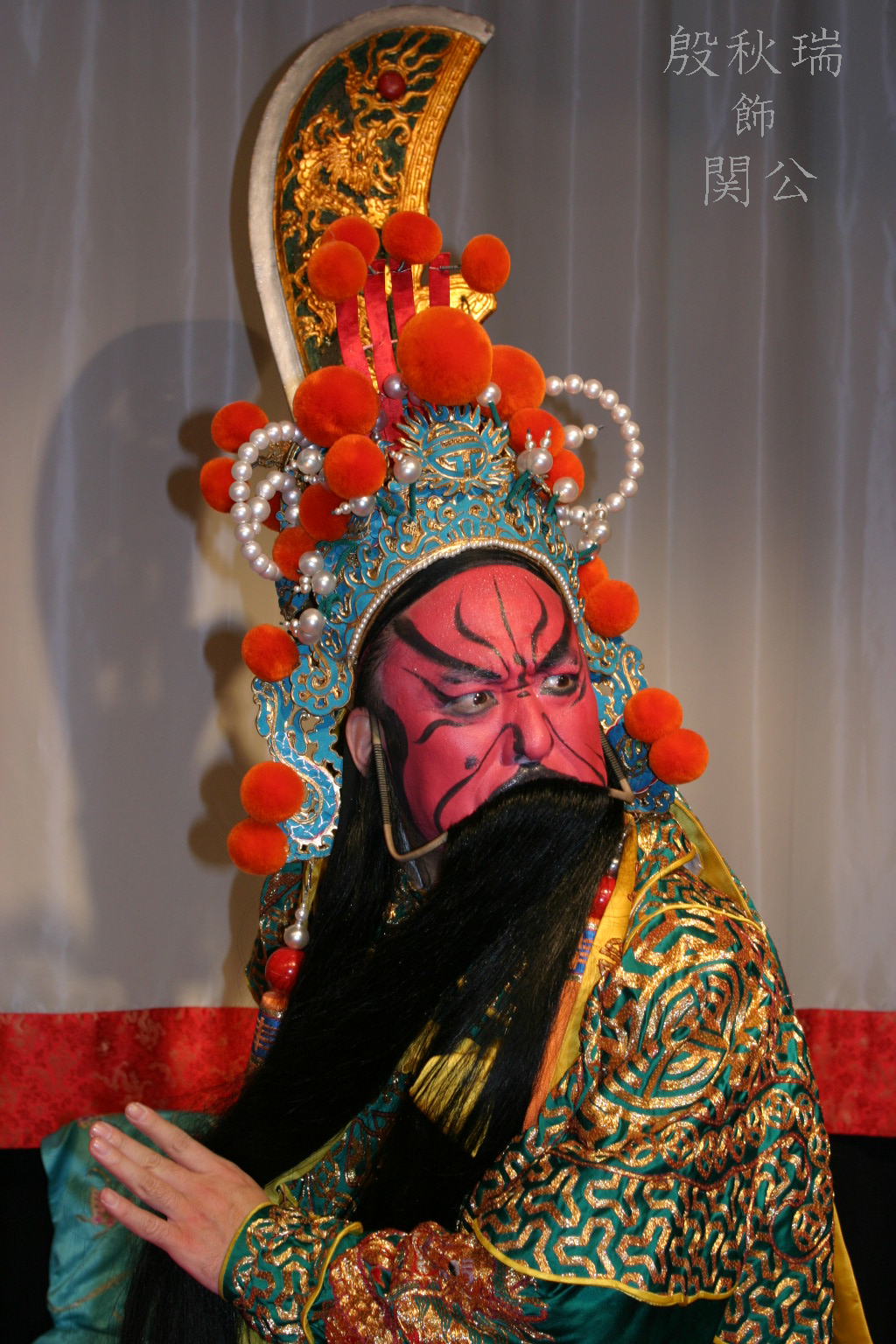
京劇の関羽

三国物語の登場人物は、口承文芸や演劇として発展した時代に分かりやすい意匠が形作られ、その人物を語る際に分かちがたいイメージとして定着している。これは講談から生まれた文学であるため、外見の描写により人物の大枠が分かるようにするための工夫でもある。
劉備の場合、正史の蜀書先主伝にも耳が大きいと記されていたが、上述の通り、貴人のシンボルである垂肩耳として誇張されることとなった。
関羽は「美髯公」と称される長いひげと「重棗（熟したナツメ）」と形容される赤い顔が特徴とされている。ひげについては正史の関羽伝に「羽美鬚髯」とあり、古くから関羽の特徴として知られていたが、『平話』での関羽は「紫玉のような顔」とされ、まだ赤い顔というイメージは定着していない。民間伝承で関羽は若い頃故郷で殺人を犯して逃亡する際、聖母廟の泉で顔を洗ったところ顔が真っ赤に変色し、おかげで見破られることなく関所を通過できたという話があった。関羽の赤ら顔はそれらの伝承を踏まえて設定されたものとする説もある。また四大元帥で南方の守護神として設定された関羽は、五行説で南方を表す色である赤い顔に設定されたとする説もある。『演義』ではさらに「丹鳳眼（鳳凰の眼。将来出世して王侯となる相）」「臥蚕眉（蚕のような眉。科挙に首席で合格する相）」という観相学での貴人的な特徴が追加されている。
張飛は『演義』初登場の場面で「豹頭環眼、燕頷虎鬚（豹のような狭い額、どんぐり眼、燕のような角張ったあご、虎のように突っ張ったひげ）」と記されているが、正史にはこのような張飛の容貌は記述されていない。だが唐代の李商隠「驕児詩」に張飛のひげを笑う子供が描写されていることから、早い時期に容貌が特徴付けられていたことが分かる。中野美代子は、8世紀頃から中国の民衆の間で急激に人気の広まった鍾馗、または明王像のイメージが、共に人気のあった張飛の外見に取り入れられたのではないかと述べている。鍾馗は「環眼虎鬚」で知られる道教神である。
曹操は「身長七尺」と、劉備（七尺五寸）・関羽（九尺）・張飛（八尺）と比べ見劣りする身長とされる。裴注の『魏氏春秋』にも「姿貌短小」とあり、古くから背が低いことは知られていた。『世説新語』には、魏王として匈奴からの使者に謁見を許した時に、容貌に優れた崔琰を曹操の影武者として立たせ、自らは刀を持って従者の振りをして脇で見ていたという逸話を載せる。謁見後に匈奴の使者が「魏王は確かに立派だったが、脇で刀を持っていた従者はさらに英雄だった」と述べたのを知った曹操は、その使者を殺させたという。このように小説や語り物では、貧相な小男というイメージが定着しているが、演劇の世界では浄（悪役）としての迫力を出すため、堂々たる体躯の役者が演じることが定着している。
孫権は『演義』で「碧眼紫髯（青い目に赤いひげ）」と記されている。裴注に引く『献帝春秋』には「紫髯」とあるが「碧眼」という語は出てこず、『江表伝』では「（孫権が生まれた時）目に精光あり」と記されているのみである。『平話』にも孫権の目の描写はない。『演義』で他に碧眼とされた人物には沙摩柯（武陵蛮の族長）や孟節（南蛮王孟獲の兄）などがおり、南方の異民族のイメージが附加されたものとみられる。

### 綸巾・羽扇

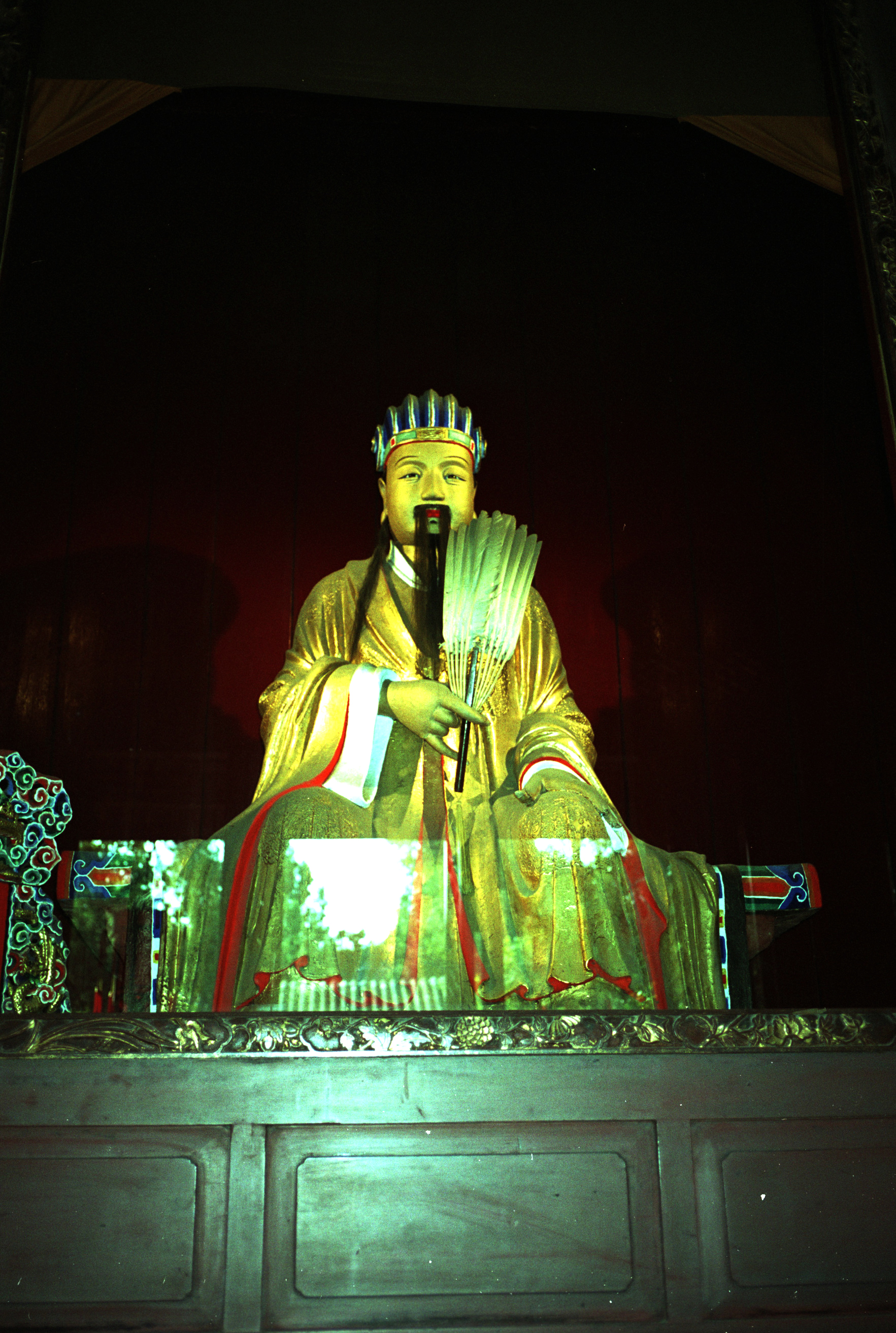
武侯祠の諸葛亮像

諸葛孔明は『演義』において、初登場の第38回から死去する104回まで、「羽扇」を持ち「綸巾」をかぶり「鶴氅」をまとう道士的な姿で通している。羽扇は鳥の羽で作られた扇であり、綸巾は帽子で、現在では『演義』の影響により、ともに諸葛孔明の代名詞となっている。しかし『芸文類聚』巻67、裴啓『語林』などに司馬懿が諸葛亮を評した言として「葛巾毛扇もて三軍を指揮し」とある。毛扇は塵という鹿の尾で作った扇で、羽扇とは別物である。西晋代に清談を行う名士・貴族によく使用された。
実は『演義』成立以前は「羽扇綸巾」といえば、主に赤壁の戦いに向かう周瑜の姿を表す衣装であった。史実の赤壁の戦いの主役は周瑜であり、北宋の詩人蘇東坡が赤壁の戦いについて謳った『赤壁賦』においても、周郎（=周瑜）は讃えられているが、孔明は全く登場していない。蘇東坡が黄州流謫時に作った「赤壁懐古」の小題をもつ詞『念奴嬌』でも、「遙想公瑾当年、小喬初嫁了、雄姿英発、羽扇綸巾、談笑間檣櫓灰飛煙滅」と明らかに周瑜を指して「羽扇綸巾」の語が用いられている。
南宋時代に入っても『念奴嬌』を受けて、著名な文人が周瑜の「羽扇綸巾」の詩や詞を残している。楊万里の詩『寄題周元吉湖北漕司志功堂』（『誠斎集』巻23所収）で「又揮白羽岸綸巾」と謳われているのは周郎であり、趙以夫の詞『漢宮春次方時父元夕見寄』でも「応自笑、周郎少日、風流羽扇綸巾」と、周郎と羽扇綸巾がセットになっている。また孔明が神仙として赤壁で大活躍する『平話』でも、まだ羽扇綸巾を身につけていなかった。
ところが、南宋の劉克荘が諸葛孔明について詠んだ詞では、蜀に攻め入る段階で「但綸巾指授」と、綸巾姿であることが謳われている。同じく南宋の魯訔の『観武侯陣図』（『全宋詩』第33冊）にも「西川漢鼎倚綸巾」（西川は蜀のこと）という表現があり、李石の『武侯祠』（『方舟集』巻五）では「綸巾羽扇人何在」と綸巾・羽扇がセットとして孔明の衣装となっている。ただしこれらはすべて孔明が入蜀する段階の姿を詠んだものである。
このように羽扇綸巾は赤壁の戦いにおける周瑜をのぞけば、入蜀以降の時期限定で孔明と結びつきつつあった。しかし『平話』以降、赤壁の戦いで孔明が周瑜をしのぐ活躍を見せて人気を得ると、周瑜の意匠であったはずの羽扇綸巾も、孔明の若い頃からの衣装として定着していくことになる。元代の詩人薩都剌の『回風坡、弔孔明先生』（『雁門集』巻4）では、赤壁で活躍する孔明に対して「綸巾羽扇生清風」と謳っている。このように元代後期以降は「羽扇綸巾」が周瑜から孔明の代名詞へと変化した。

## 架空人物の履歴
『演義』は史実を題材とした小説であり、ほとんどの登場人物は実在した人間だが、幾人か架空の人物も活躍している。ここでは架空人物が三国物語に入り込んだ過程について述べる。

### 貂蝉

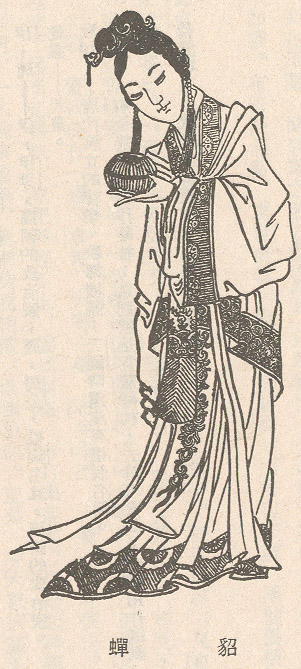
貂蝉

貂蝉は『演義』序盤（第8回）に登場する絶世の美女である。司徒王允の養女で歌妓とされ、専横を極める董卓と腹心の呂布との間を仲違いさせるべく、2人の男を色香で翻弄して互いに反目させる「連環の計」を主導し、董卓暗殺に成功した後に呂布の妾となる。漢王朝を救うべく自らの貞節を犠牲にした貂蝉に対し、毛宗崗は絶賛して男の名臣とともに称えるべきとまで註釈している（毛本第8回総評）。しかし正史をはじめ、あらゆる史書に貂蝉の名は見えず、彼女は架空の人物である。
正史（『魏書』巻7呂布伝）には呂布が董卓の「侍婢」と私通しており、内心その発覚を恐れていたとの記述があるが、その侍婢の名前は記されていない。『演義』に載る連環の計に近い話が成立するのは『平話』の段階である。ただし『平話』では姓を任、名を貂蝉とし、最初から呂布の妻という設定である。呂布の妻でありながら夫と出会えず、王允の屋敷で世話になり、董卓の下に送り込まれる話になっている。元代の雑劇「錦雲堂暗定連環計」でも姓を任、名を貂蝉とし、忻州木耳村の生まれで、幼名は紅昌、父親の名が任昂とあり、その他『平話』と共通する部分も多い。一方、口承文芸や他の雑劇では別の系統の貂蝉の話もあったらしい。明代の戯曲集『風月錦嚢』（スペイン・エル・エスコリアル修道院所蔵）に収める「三国志大全」には、呂布が捕らえられた際、妻の貂蝉が命惜しさに関羽・張飛に媚び、呂布を罵ったため、関羽に殺されるという、悪女的な貂蝉の姿が描かれている（「関大王月夜斬貂蝉」劇）。明代にはむしろ、こちらの貂蝉像の方がポピュラーであったらしく、王世貞（1526年 - 1590年）などは詩の中で、貂蝉が関羽に殺されるのは当然の報いであると詠み込んでいる。
しかし『演義』の作者は三国の義を敷衍するという方針のもと、士大夫的倫理観に基づき、貂蝉を漢朝に殉ずる貞女として描こうとした。そのため、悪女的な側面や『平話』にあるような元々の呂布の妻という設定は採用しなかった。むしろ王允の養女とすることで、漢への義と王允への孝を貫く清廉な女性として強調したのである。毛宗崗は彼の修訂方針を書いた凡例の最後で、関羽が貂蝉を斬るという逸話は戯曲におけるでたらめだと断じており、関羽に斬られる貂蝉像は、小説からは排除され、演劇の世界のみに受け継がれた。

### 周倉
周倉は『演義』第28回で初登場。黄巾賊の残党として臥牛山で山賊をしていたが、通りかかった関羽に同行を許され、その後無二の忠臣として活躍する。見せ場として第66回「単刀会」と呼ばれる関羽と魯粛の外交交渉の席で魯粛を罵る場面や、第74回に魏の猛将龐徳を捕らえる場面がある。関羽を神として祀る各地の関帝廟では、関羽像の両脇に関平と周倉の像が並ぶのが普通であり、庶民に親しまれた英雄であるが、彼も史書に記載のない架空の人物である。三国志物語に加わった時期についても明らかでない。
「単刀会」の元となった事件は正史『呉書』魯粛伝に載るが、「土地はただ徳のある所なるのみ」と叫んだ関羽の部下の名前は出ていない。一方『平話』では、終盤の諸葛亮の北伐の段で、木牛流馬を管理する武将として周倉が登場するものの、周倉は関羽と何の関係も持っていない（登場は関羽の死後である）。『花関索伝』では、周倉は成都の元帥として登場し劉備軍と戦うが、関索に敗れて降伏する。その後呉によって荊州が攻められると、関羽ととも玉泉山に逃げ、飢えた関羽に自らの股の肉を与えて死ぬという役回りとなっている。
他方で『平話』以前の宋末元初の関漢卿による元曲『関大王独赴単刀会』にはすでに周倉が関羽の侍者として登場している。また道教の儀礼書『道法会元』巻259には、関元帥（関羽）に従う将軍として関平・関索とともに「周昌将軍」が登場する。周昌は前漢建国期の高祖の側近であり、本来関羽の従者となっているのはおかしいが、道教の冥界秩序としては珍しくない。昌(chāng)と倉(cāng)は、平水韻ではともに下平声陽韻に属する字で発音が非常に近い。ここで周倉を周昌と書き損じたのか、あるいは周昌将軍が後に周倉という武将に変化したかは不明である。

### 関索
関索は上述のごとく、架空の人物であり、版本によって登場の仕方が異なる。諸本を最終的に校訂した毛宗崗本では、関羽の第三子とし、諸葛亮の南蛮征伐中に登場後ほとんど活躍のないまま、物語から消える。
『演義』よりやや遅れた16世紀前半に成立した『水滸伝』には「病関索」のあだ名を持つ楊雄という人物が登場する。この人物の初出は南宋時代である。南宋末の画家龔聖与（1222年? - ?）は後の『水滸伝』の原型ともいうべき宋江ら36人の肖像画と賛を作成した。現在肖像画は散佚したが、賛のみ同時代の周密（1232年 - 1298年）の著わした『癸辛雑識続集』に引用されている。そこでは「賽関索 王雄」の名が見られる（病や賽は本家よりやや劣るという意である。楊(yáng)と王(wáng)は平水韻では下平声七陽に属する字で発音が近い）。この記述から、南宋末（13世紀半ば）の時点ですでに関索の名が知れ渡っていたことが分かる。
同じく南宋から元代にかけて横行した盗賊の中にも、逆に盗賊を取り締まる軍人の側にも朱関索、賽関索などのあだ名が見られる。また首都臨安の繁栄を描いた『武林旧事』には、都市の盛り場での角力でも小関索・厳関索などの四股名が見られるなど、「関索」が広く認知され、あだ名に用いられる英傑として定着していたことがうかがえる。また伝承の中で関索が活躍したと思われる四川省・雲南省・貴州省などの地域には、関索嶺や関索廟、関索城などの地名が残っている。
これらの関索伝説について小川環樹は、中国天文学の星座に「貫索九星」（かんむり座の一部）があり、それが神様として崇拝された可能性を指摘する。宋代に三国物語（特に孔明の南征や関羽の神格化など）がこの地方に広まるにつれ、関羽への連想から貫索が関索に変化して（「貫」(guàn)と「関」(guān)はほぼ同音）、南征説話と結びつけられ、「関羽の子が死して神となった」という伝説に昇華したという。そのほか、宋代に架空の武将関索の名が広まり、武勇に優れる「関」姓の将軍ということから関羽と関連づけられ、息子ということにされたとする説もある。
『平話』で関索は孔明の南征中、不危城に籠もる呂凱を倒すため突然登場し、しかもその一度しか出てこない。また元代の雑劇のうち、三国時代を舞台とした作品群の中にも、関索の名は全く登場していない。すなわち、関索にまつわる伝説は、演義につながる説話とは独立して発展したものであり、その集大成となったのが『花関索伝』であった。『花関索伝』には、上記の呂凱と戦う場面など『平話』と共通する設定がいくつかある。呂凱は正史・『演義』ともに、蜀の官僚で南蛮と対峙する人物であり、ここで敵（南蛮側）として登場するのは本来おかしい。しかし『平話』『花関索伝』に共通する設定となっていることから、『花関索伝』の成立は『平話』とほぼ同時期もしくはやや遅れた頃と見られる。これら関索伝説は原「三国演義」の完成段階で採用されることはなかったが、余象斗や朱鼎臣などの福建の書肆が、二十巻本系の刊本を出す際に一部挿入した。しかし毛宗崗によって、史実から逸脱した関索の逸話は削減され、毛宗崗本ではほとんど名前が出てくるのみの登場となった。

## 演義の影響

### 通俗小説の祖
明代通俗小説の中でも最も早い時期に成立した『演義』は、嘉靖から万暦にかけて隆盛した様々な白話小説に大きな影響を及ぼしている。
『水滸伝』には前述の「病関索」のあだ名を持つ楊雄のほか、諸葛亮（孔明）の名から作られたとおぼしき孔亮・孔明の兄弟、関羽の子孫とされ風貌もそっくりな関勝、「豹頭環眼、燕頷虎鬚」と張飛的な外見を持つ林冲、「美髯公」という関羽と同じあだ名を持つ朱仝、呂布と同じく方天戟を操る小温侯呂方（温侯は呂布の諡号）など、『演義』を髣髴とさせる人物が多く登場する。前述の通り、登場人物が説三分を聞く場面もあるなど『演義』と『水滸伝』は相性が良かったらしく、明末の簡本の中には『精鐫合刻三国水滸全伝』（『二刻英雄譜』とも）など、ページの上半分に『水滸伝』、下半分に『演義』を配し、両方の作品を同時に楽しめる書籍も刊行された。
『水滸伝』も羅貫中が編したという伝説が生じているように、最初の通俗小説『演義』を著したとされた伝説の作家「羅貫中」の名はブランド化し、『残唐五代史伝』『三遂平妖伝』など後続の小説も羅貫中が書いた作品と銘打って売り出されることになる。また元々演劇の世界から強い影響を受けた作品だけに、『演義』の普及は逆に、演劇界へも大きな影響を与えた。京劇や布袋戯などの伝統劇では、三国ものの演目は『西遊記』や『封神演義』関連のものをしのぐ定番シリーズとなっている。

### 外国への影響
『演義』は『水滸伝』や『西遊記』など後続の白話小説とは大きく異なり、ほとんどが文言（文語表現）で書かれている。日本など漢字文化圏諸国では、古来から漢文（文言）文法が確立しており、いわば国際公用語として広く行き渡っていたため、文言主体で書かれた『演義』の理解は容易で、各国に抵抗なく受容された。

#### 日本
古くから訓読法が確立していた日本でも、江戸時代初期・前期から『演義』受容の記録が確認できる。たとえば林羅山が早くも慶長（1604年）までに『通俗演義三国志』を読了したといい、元和2年（1616年）には徳川家康の駿府御譲本の内にも『演義』が見られるなど、明刊本が早くから流入している。和文翻訳も元禄2年（1689年）とかなり早い段階で湖南文山が作成した。一方、口語表現である白話（唐話）は、長崎の唐通詞のほかは荻生徂徠など一部の好事家のみにしか普及しておらず、白話小説の翻訳は遅れた。『水滸伝』は岡島冠山の訳が享保13年（1729年）に出たものの、これは訓点を施したのみで今日的な基準では翻訳とは言えず、誰でも読める『通俗忠義水滸伝』の完成は寛政2年（1790年）と『演義』より1世紀遅れ、『西遊記』に至っては宝暦8年（1758年）の『通俗西遊記』で西田維則が翻訳を開始したが、完成はさらに半世紀後の天保8年（1837年）の『画本西遊全伝』を待たなければならなかった。このことからも『演義』が他の通俗小説とは異なり、文言主体であったことが分かる。また、話の筋こそ『演義』とはあまり関係がないが、元文2年（1737年）には江戸で、二代目市川團十郎主演による『関羽』という歌舞伎の演目が初演されており、庶民レベルまで三国の英雄の名が定着していたことがうかがえる。

#### 朝鮮半島
李氏朝鮮でも、金万重（1637年 - 1692年）の『西浦漫筆』には「『三国演義』は元人の羅貫中から出たもので、壬申倭乱（文禄・慶長の役）の後、朝鮮でも流行した」との記述があり、明刊本が早い時期から流入していたことが分かる。宣祖王（在位1567年 - 1608年）が長坂の戦いにおいて張飛の一喝で敵軍が逃げ去ったという記事があると言及し、それに対し朱子学者の奇高峰が、『演義』は史書と異なり虚構が多いと返答したという。その後多くの刊本が印刷され、ついには『演義』が科挙の出題にも使われたほどだという（李瀷『星湖僿説』巻9上「三国衍義」）。1703年には朝鮮語訳が発刊された。

#### ベトナム
ベトナムでも後黎朝後期には毛宗崗本系の『第一才子書』が伝えられたと思われ、文人政治家レ・クイ・ドン（黎貴惇、1726年 - 1783年）が『芸台類語』（1777年）に『演義』や羅貫中について論評しているほか、フエには関公祠が設けられていたという。18世紀末には『演義』の影響を受け、呉兄弟による『皇黎一統志』などベトナム独自の演義小説まで生まれている。

#### タイ王国
タイではチャクリー朝成立後の1802年頃にラーマ1世による王命により、チャオプラヤー・プラクランによるタイ語訳の『サームコック』が完成。後のタイ文学に大きな影響を与えている。ラーマ1世没後も中国書の翻訳プロジェクトは進められ、ラーマ2世期の『東周列国志（リエットコック）』をはじめ、多くの通俗小説がタイ語訳された。